# 5. Mai
Der 5. Mai ist der 125. Tag des gregorianischen Kalenders (der 126. in Schaltjahren), somit bleiben 240 Tage bis zum Jahresende.

## Ereignisse

### Politik und Weltgeschehen
- 0200: Im Kaiserreich China der Han-Dynastie stirbt der General Sun Ce, nachdem er auf der Jagd verwundet worden war. Sein Kommando übernimmt sein jüngerer Bruder Sun Quan.

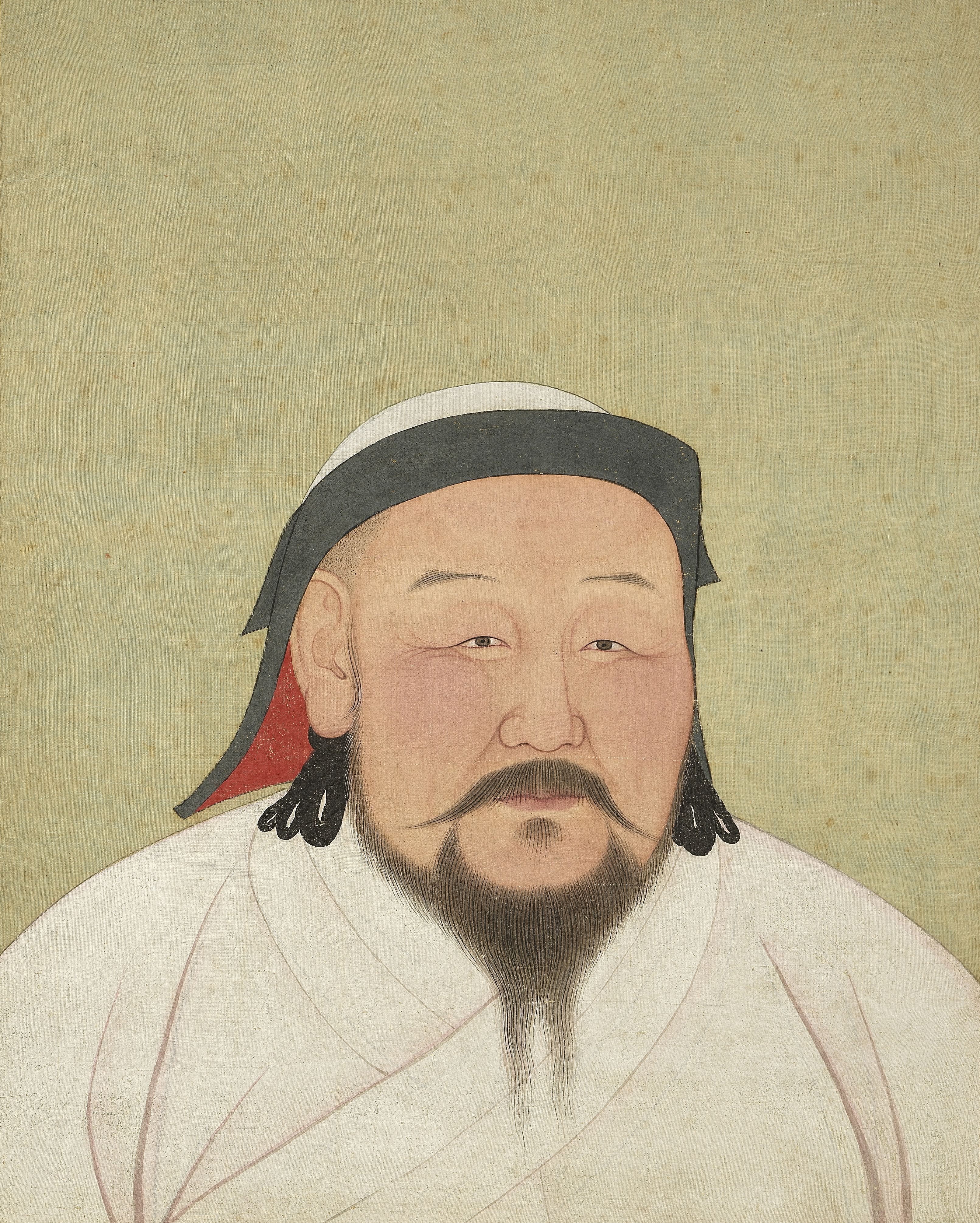
1260: Kublai Khan

- 1260: Kublai Khan wird nach dem Tod von Möngke Khan zum Herrscher des Reichs der Mongolen gewählt. Gegen die Wahl begehren sein Bruder Arigkbugha Khan und dessen Anhänger auf.

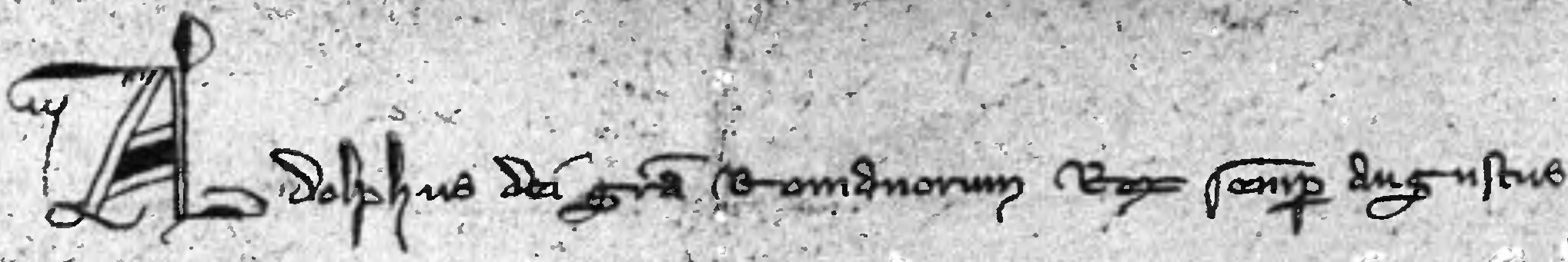
1292: Intitulatio Adolfs von Nassau

- 1292: Graf Adolf von Nassau wird nach umfangreichen Wahlversprechen an die Kurfürsten in Aachen zum römisch-deutschen König gewählt.
- 1389: Der römisch-deutsche König Wenzel aus dem Haus Luxemburg erlässt auf dem Reichstag in Eger den Landfrieden von Eger, mit dem der Schwäbische Städtebund verboten wird, der sich gerade im Städtekrieg mit den süddeutschen Herzogtümern befindet.

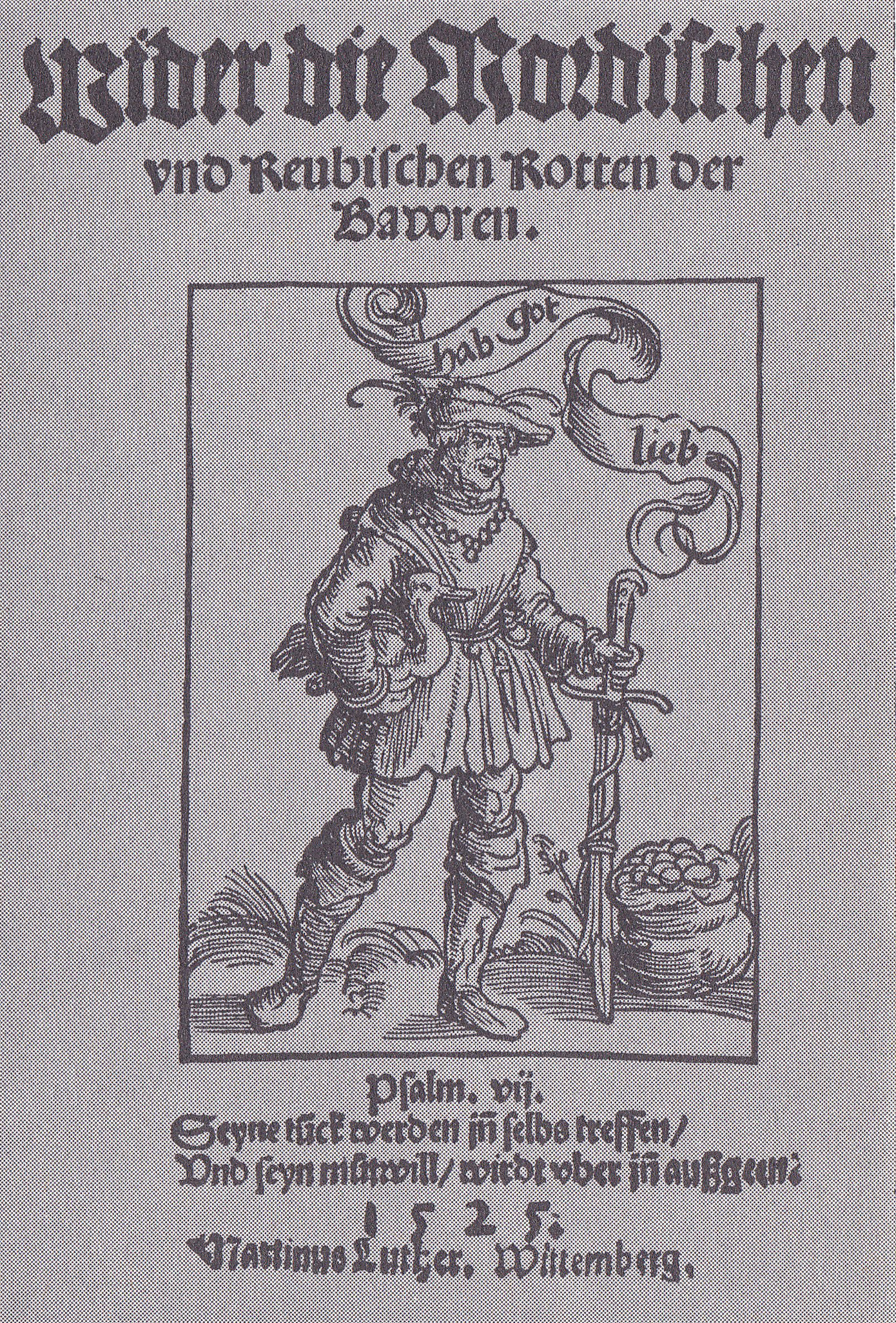
1525: Wider die […] Rotten der Bawren

- 1525: Martin Luther, bisher gegenüber der Sache der Bauern im Bauernkrieg aufgeschlossen, distanziert sich nach der Weinsberger Bluttat in der Schrift Wider die Mordischen und Reubischen Rotten der Bawren von den aufbegehrenden Bauern, die sich auch auf ihn berufen.
- 1592: In der Seeschlacht von Okpo nahe der koreanischen Insel Geojedo besiegt die koreanische Flotte die japanische im Imjin-Krieg.
- 1640: Der englische König Karl I. löst das erst drei Wochen zuvor wegen des Konflikts mit Schottland einberufene Parlament wieder auf, da dieses die Bewilligung von Subsidien für den Krieg verweigert.
- 1645: Im Dreißigjährigen Krieg besiegt Franz von Mercy mit einem zahlenmäßig kleineren Heer die von Henri de Turenne befehligten Franzosen durch ein Überraschungsmanöver in der Schlacht bei Herbsthausen.

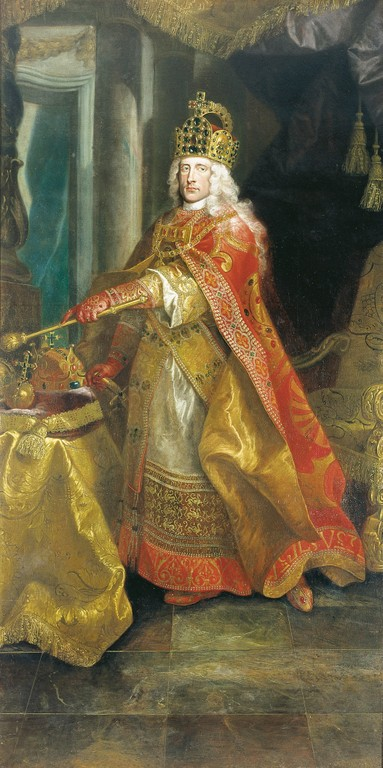
1705: Joseph I. im Krönungsornat

- 1705: Mit dem Tod seines Vaters Leopold I. wird der Habsburger Joseph I., der bereits 1690 zum römisch-deutschen König gewählt worden ist, Kaiser des Heiligen Römischen Reichs.
- 1739: Nach mehrwöchiger Plünderung Delhis zieht der persische Herrscher Nader Schah mit seinen Truppen aus der Stadt ab. Außer vielen jungen Sklaven nimmt das Heer auch den Pfauenthron und Edelsteine wie den Koh-i-Noor-Diamanten für ihren Herrscher aus dem geschwächten Mogulreich mit.
- 1762: Preußen und Russland schließen noch während des Siebenjährigen Krieges den Frieden von Sankt Petersburg. Der Friedensschluss ist möglich geworden, nachdem Zar Peter III., ein großer Bewunderer Friedrichs des Großen, seiner Tante Elisabeth auf den russischen Thron gefolgt ist.

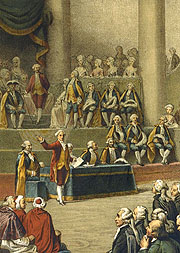
1789: Generalstände in Versailles

- 1789: Erstmals seit 1614 treten in Frankreich die auf Grund der prekären finanziellen Situation von Ludwig XVI. einberufenen Generalstände in Versailles zusammen. Sie bestehen aus Vertretern des Adels, des Klerus und des Dritten Standes.
- 1827: Durch den Tod seines Bruders Friedrich August I. kommt Anton auf den Thron des Königreichs Sachsen.
- 1860: Giuseppe Garibaldis Zug der Tausend wird in Quarto bei Genua eingeschifft. Die Freiwilligentruppe will während des Risorgimentos Sizilien von der Herrschaft der Bourbonen befreien.

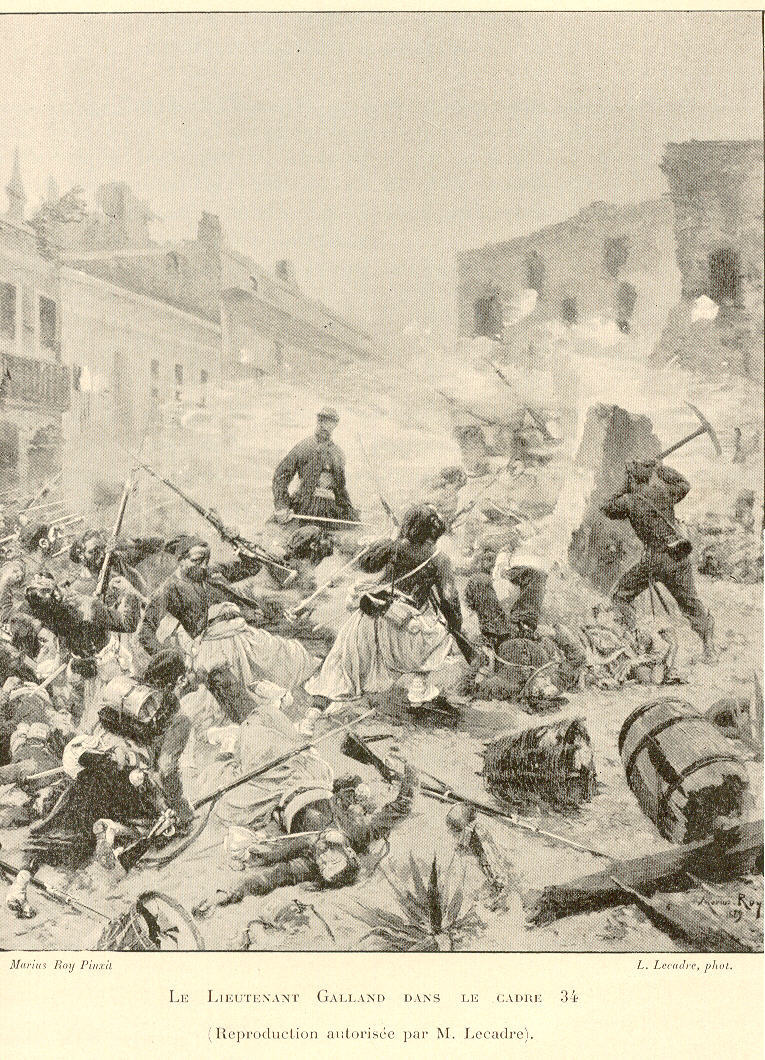
1862: Schlacht bei Puebla

- 1862: Ein von Kaiser Napoleon III. entsandtes französisches Armeekorps wird in der Schlacht bei Puebla in der Anfangszeit der französischen Intervention in Mexiko von der mexikanischen Armee besiegt. Der Jahrestag des Ereignisses wird vor allem in Puebla, aber auch in den Vereinigten Staaten heute als Cinco de Mayo begangen.
- 1862: Die Armee der Nordstaaten bleibt im Sezessionskrieg in der Schlacht von Williamsburg, Virginia, gegen eine Nachhut konföderierter Truppen siegreich.
- 1864: Die zweitägige Schlacht in der Wilderness in Virginia während des Amerikanischen Bürgerkriegs beginnt. In ihr stehen sich zum wiederholten Mal die Army of the Potomac unter Generalmajor George Gordon Meade und die Army of Northern Virginia von General Robert Edward Lee gegenüber.
- 1918: Mit der Eroberung Viipuris durch die Weiße Armee endet der Finnische Bürgerkrieg, der am 27. Januar begonnen hat. Die finnischen Rotarmisten fliehen nach Petrograd.
- 1932: Japan und China schließen unter Vermittlung des Völkerbundes einen Waffenstillstand, der die seit dem 28. Januar andauernde Schlacht um Shanghai beendet.
- 1936: Der Einmarsch italienischer Truppen in Addis Abeba beendet die Kampfhandlungen im Abessinienkrieg.
- 1942: In der Schlacht um Cholm an der deutsch-sowjetischen Front führt die Wehrmacht einen erfolgreichen Entsatzangriff durch und stellt 105 Tage nach deren Einkesselung wieder die Verbindung zu den deutschen Truppen in der Stadt her.
- 1945: Im von deutschen Truppen gehaltenen Prag beginnt ein Aufstand der Bevölkerung gegen die Besatzungsmacht. Am nächsten Tag startet die Rote Armee die Prager Operation.
- 1945: Im Zweiten Weltkrieg tritt die deutsche Teilkapitulation für Nordwestdeutschland und Dänemark sowie die Niederlande in Kraft. Dieser Tag wird in den Niederlanden als Bevrijdingsdag begangen.

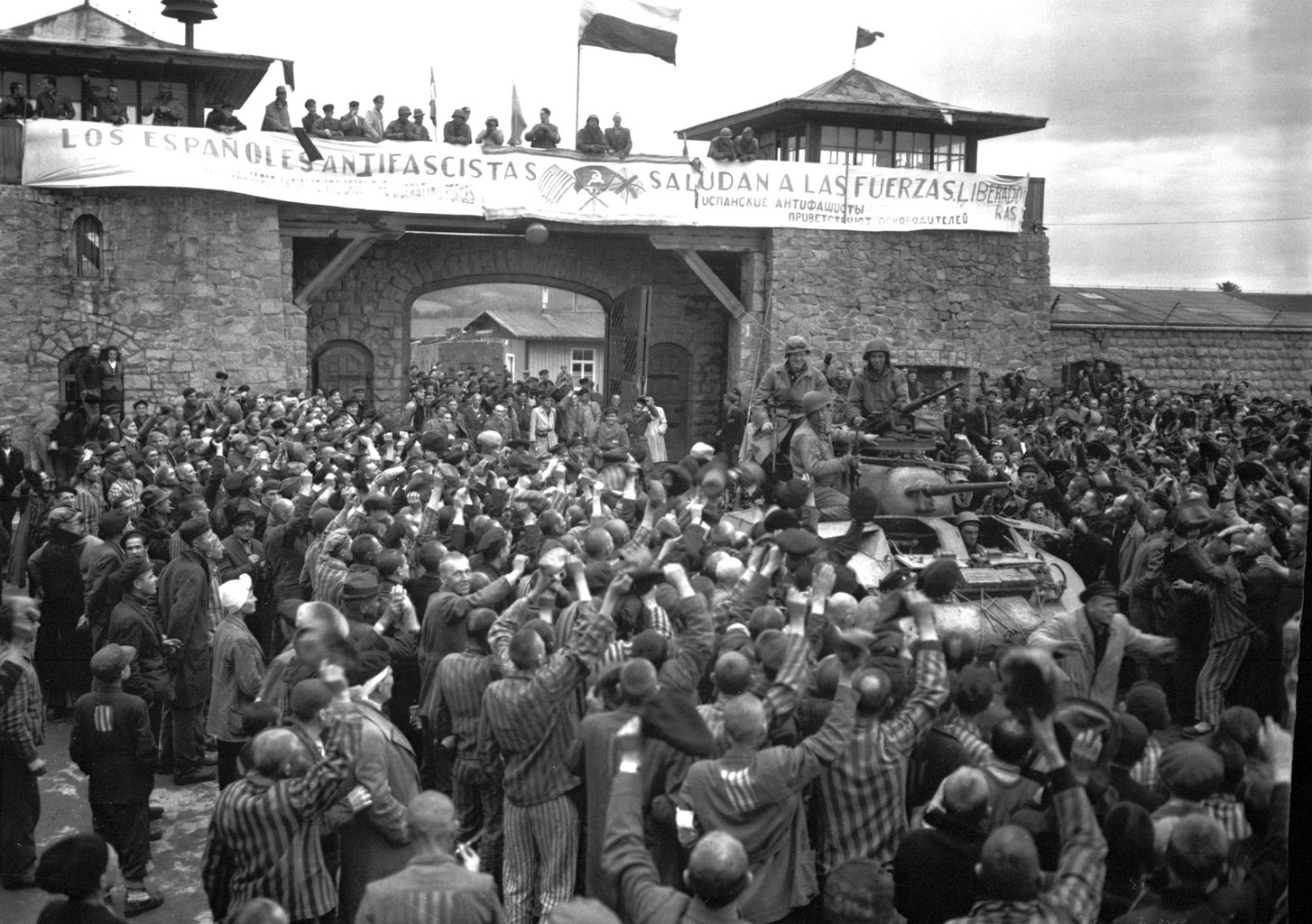
1945: KZ Mauthausen wird befreit

- 1945: Das KZ Mauthausen wird gemeinsam mit seinen Nebenlagern in Gusen als letztes Konzentrationslager des Großdeutschen Reichs durch die 11. US-Panzerdivision befreit. Aus diesem Anlass wird in Österreich der 5. Mai seit 1998 als Gedenktag gegen Gewalt und Rassismus im Gedenken an die Opfer des Nationalsozialismus begangen. Maßgeblichen Anteil an der Befreiung hat der IKRK-Mitarbeiter Louis Häfliger, der damit auch die Ermordung tausender Häftlinge im unterirdischen Flugzeugwerk verhindert; hierfür wird er später wegen Verletzung der Neutralität vom IKRK verurteilt und entlassen.
- 1949: Die Vertreter von 10 europäischen Staaten unterzeichnen in London den Londoner Zehnmächtepakt, mit dem der Europarat gegründet wird. Er ist für seine Mitgliedsstaaten ein Forum für Debatten über allgemeine europäische Fragen. Seit 1964 wird zur Erinnerung an diesen Tag der Europatag begangen.

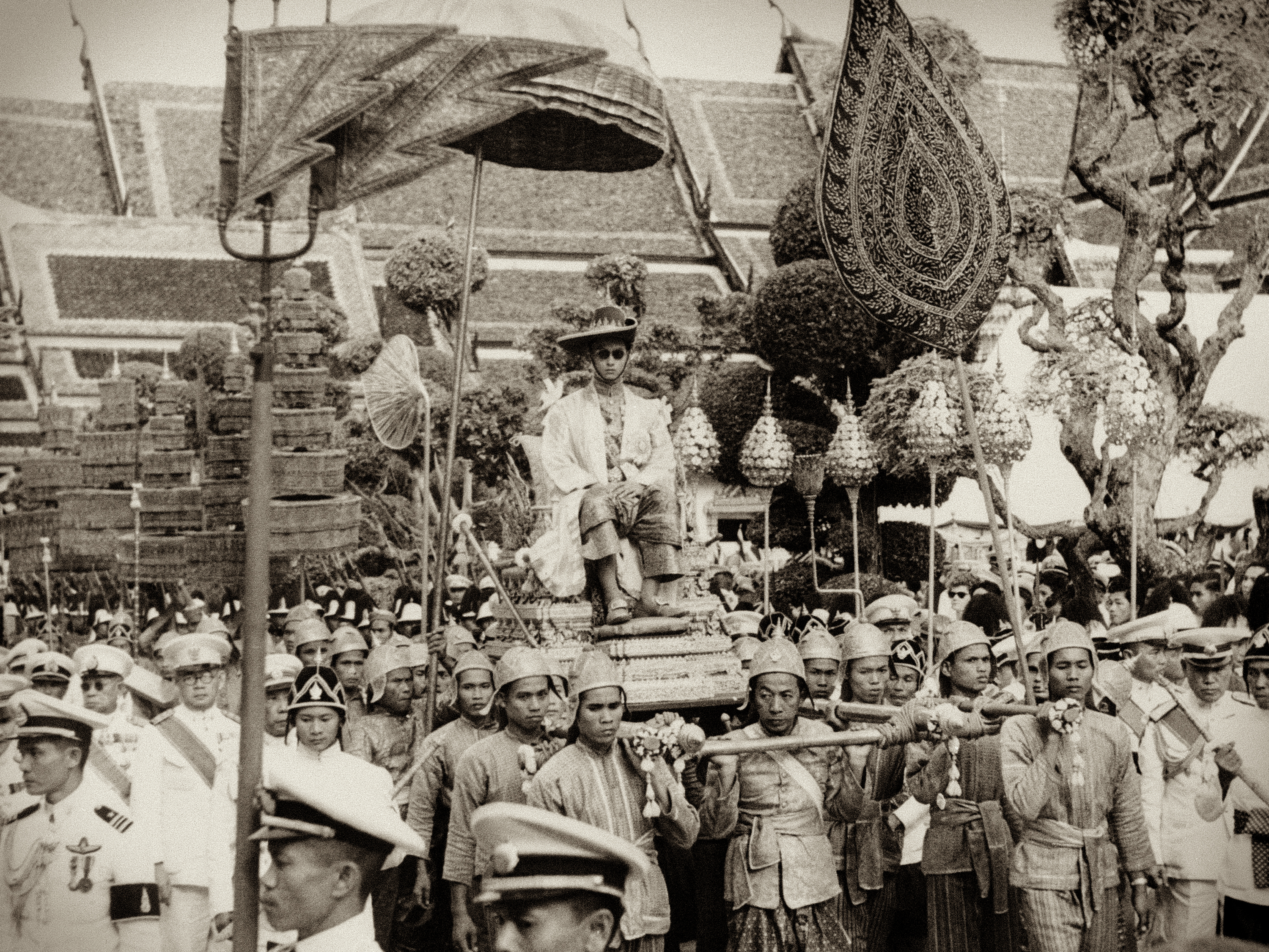
1950: Krönung Bhumibols

- 1950: Bhumibol Adulyadej wird im Großen Palast in Bangkok zum König von Thailand gekrönt. Am gleichen Tag macht er seine Frau zur Königin, die den Titel Somdej Phra Boroma Rajini erhält.
- 1955: Mit Inkrafttreten der Pariser Verträge tritt das Besatzungsstatut außer Kraft und die Bundesrepublik Deutschland erhält – mit Vorbehalt – ihre staatliche Souveränität. Zu den Pariser Verträgen gehören unter anderem der Deutschlandvertrag und das neue Saarstatut.
- 1957: Adolf Schärf von der SPÖ wird vom österreichischen Wahlvolk mit 51,1 % gegen seinen bürgerlichen Gegenkandidaten Wolfgang Denk zum Bundespräsidenten gewählt.
- 1968: Zum 150. Geburtstag von Karl Marx wird die Sozialistische Deutsche Arbeiterjugend (SDAJ) von Jugendlichen und jungen Mitgliedern der verbotenen KPD gegründet.
- 1969: Queen Elizabeth II. beginnt ihren ersten und einzigen Staatsbesuch in Österreich.
- 1976: Auf Korsika wird die Befreiungsbewegung Frontu di Liberazione Naziunalista Corsu gegründet.

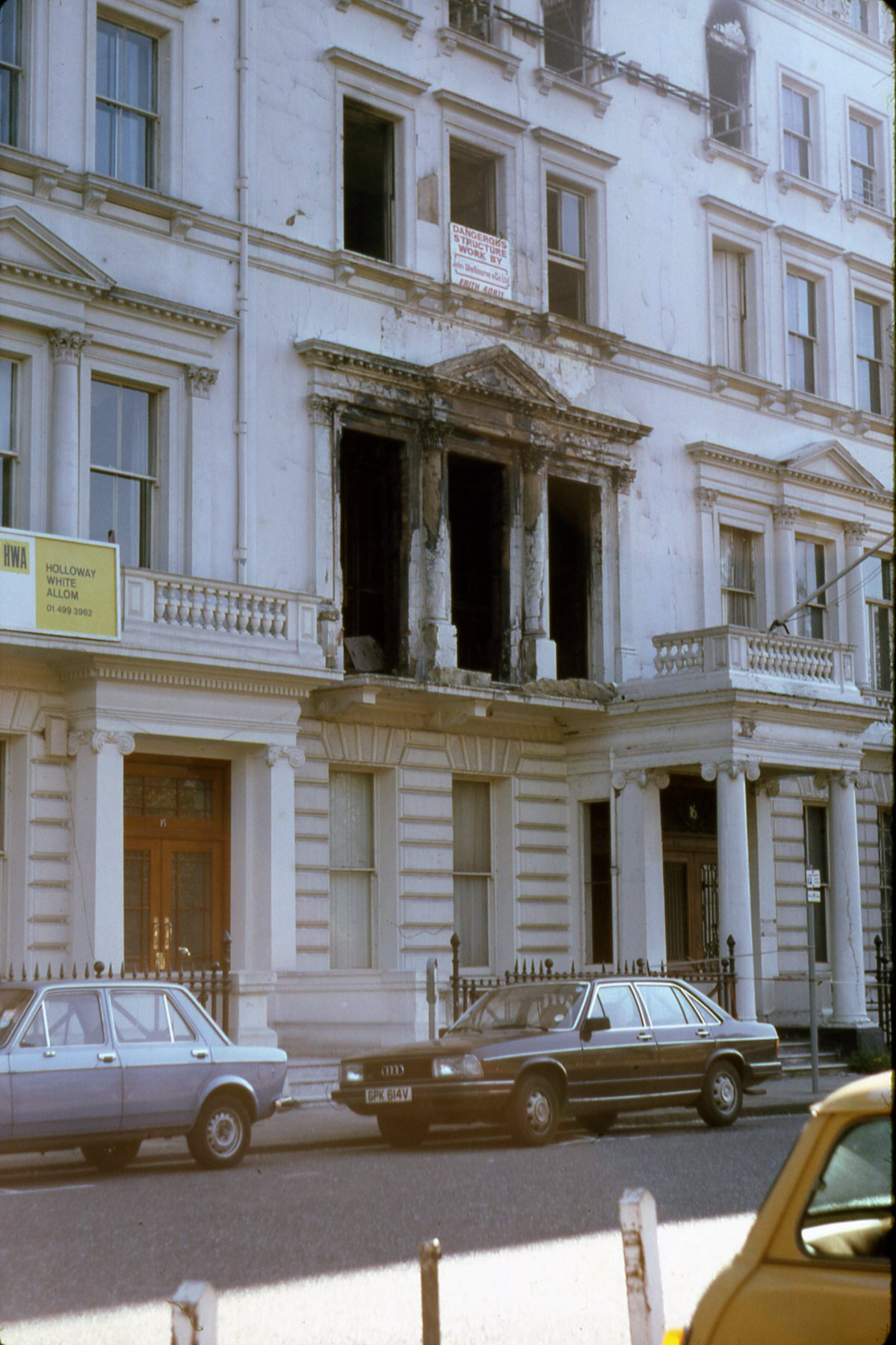
1980: Das Botschaftsgebäude nach der Geiselbefreiung

- 1980: Nachdem eine Geisel ermordet worden ist, stürmen auf Befehl von Premierministerin Margaret Thatcher 30 Mitglieder des britischen SAS die von irakischen Terroristen besetzte iranische Botschaft in London. Fünf der sechs Terroristen und eine Geisel kommen bei der 15 Minuten dauernden Aktion ums Leben.
- 1981: Im Gefängnis Maze bei Lisburn in Nordirland stirbt am 66. Tag der während des Hungerstreiks der IRA ins Unterhaus gewählte Bobby Sands. Nach seinem Tod kommt es zu gewaltsamen Demonstrationen und Zusammenstößen mit britischen Polizeitruppen.
- 1985: US-Präsident Ronald Reagan und Bundeskanzler Helmut Kohl ehren Opfer des KZ Bergen-Belsen und in Bitburg gefallene amerikanische und deutsche Soldaten. Das führt zur Bitburg-Kontroverse, da unter den Gefallenen auch Angehörige der Waffen-SS sind.
- 1989: Der aufsehenerregende Memminger Prozess gegen den Frauenarzt Horst Theißen vor dem Landgericht Memmingen endet in erster Instanz mit einem Schuldspruch wegen mehrfachen Schwangerschaftsabbruchs.
- 1990: In Bonn beginnt die erste Runde der Zwei-plus-Vier-Gespräche zwischen der BRD, der DDR und den vier Siegermächten Frankreich, Großbritannien, der Sowjetunion und den Vereinigten Staaten, die am Ende zur Deutschen Wiedervereinigung führen wird.
- 1999: Indonesien und die ehemalige Kolonialmacht Portugal schließen in New York ein Abkommen über die friedliche Lösung des Konflikts um Osttimor. Danach soll im Herbst ein Referendum über die Unabhängigkeit des Landes abgehalten werden.
- 2002: Nach 19,88 % der Stimmen im ersten Wahlgang wird Jacques Chirac in der Stichwahl gegen Jean-Marie Le Pen von der Front National mit 82,21 % in seinem Amt als Frankreichs Staatspräsident bestätigt.

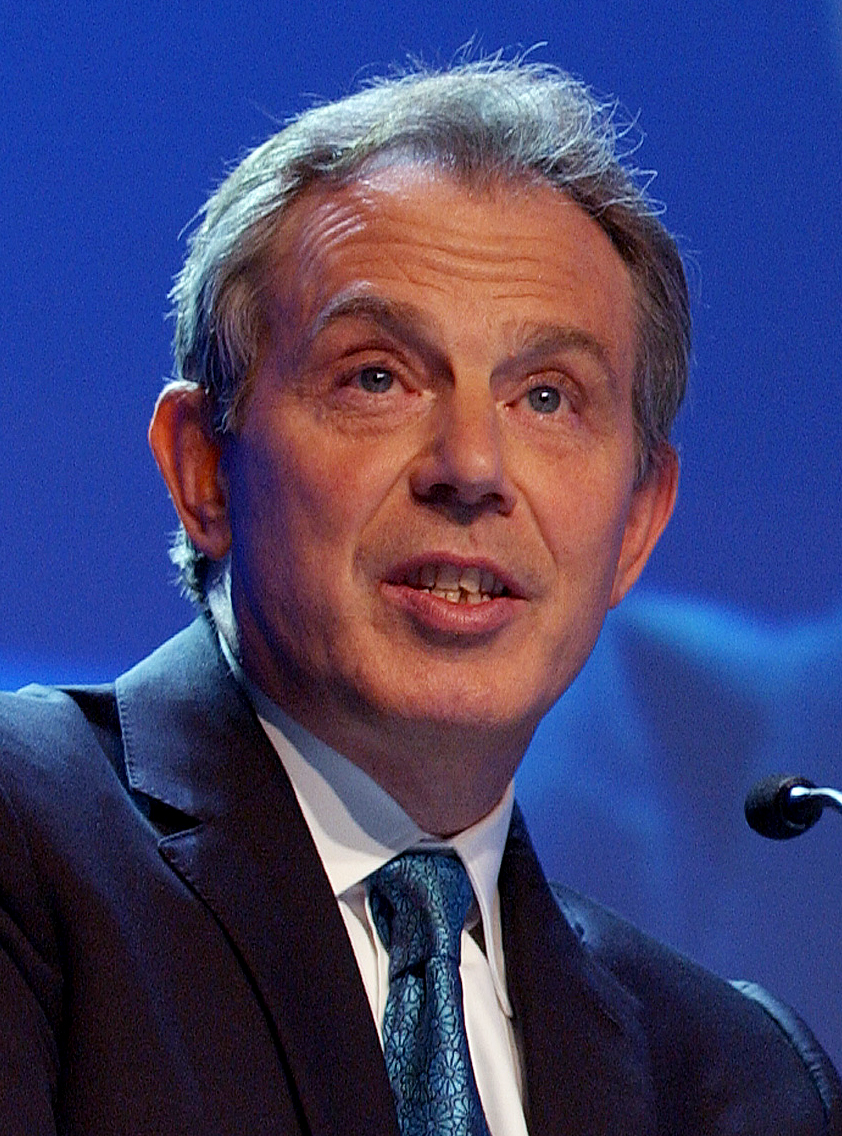
2005: Tony Blair

- 2005: Mit 35,2 % erringt die Labour Party mit Premierminister Tony Blair an der Spitze aufgrund des geltenden einfachen Mehrheitswahlrechts bei den Britischen Unterhauswahlen zum dritten Mal die absolute Mehrheit der Sitze im House of Commons.
- 2006: Die Innenministerkonferenz einigt sich auf ein gemeinsames System zur Einbürgerung in die Bundesrepublik Deutschland.
- 2011: In einem Referendum im Vereinigten Königreich sprechen sich etwa zwei Drittel der Abstimmenden gegen eine Reform des Wahlrechtes zum britischen Unterhaus aus.
- 2012: Anlässlich der Feierlichkeiten zum niederländischen Befreiungstag in Breda hält der deutsche Bundespräsident Joachim Gauck als erstes ausländisches Staatsoberhaupt die zentrale Rede.

### Wirtschaft
- 1835: In Belgien wird die erste Eisenbahnlinie auf dem europäischen Kontinent zwischen Brüssel und Mechelen in Betrieb genommen.

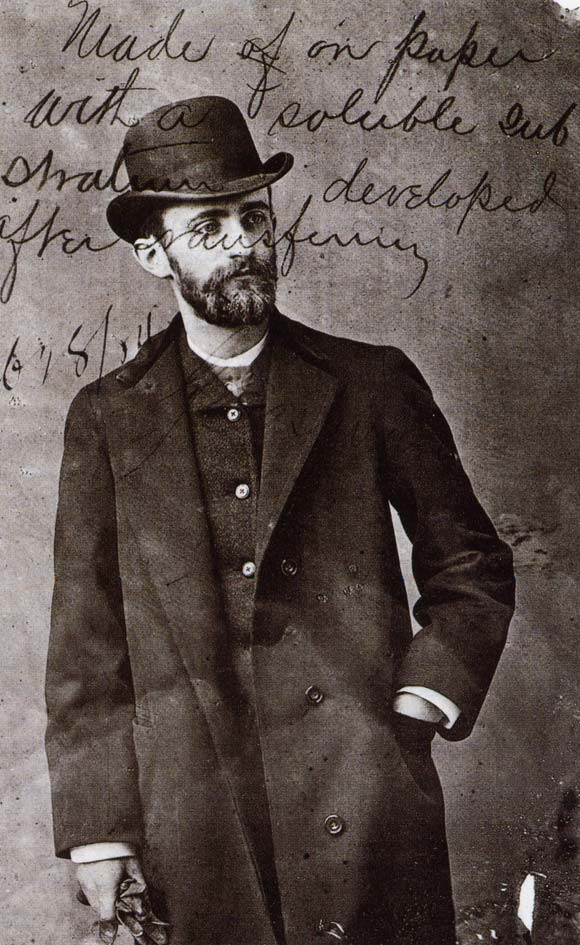
1885: George Eastman

- 1885: Für die Erfindung des Rollfilms erhält der US-amerikanische Unternehmer George Eastman das US-Patent 317,049.
- 1891: In London können die ersten Briefmarken aus Automaten gekauft werden.
- 1893: Der „Industrial Black Friday“ in den USA löst erhebliche Kursverluste an der New York Stock Exchange aus, die besonders Eisenbahnaktien treffen. Die Wirtschaftskrise trifft in der Folge auch den Silbermarkt und entwickelt sich zur „Silber-Panik“.
- 1901: Nahe dem Piccadilly Circus entsteht Londons erstes Parkhaus, das sich über sieben Etagen erstreckt.
- 1921: Die französische Modeschöpferin Coco Chanel präsentiert am 5. Tag des 5. Monats die Parfümmarke Chanel Nº 5, eines der ersten synthetisch hergestellten Parfüms.

### Wissenschaft und Technik

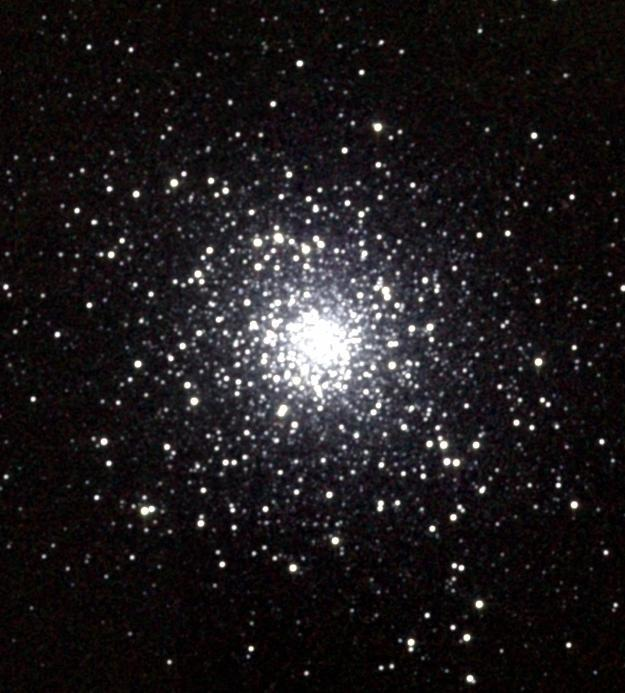
1702: Messier 5

- 1702: Gottfried und Maria Margaretha Kirch entdecken den später von Charles Messier als Messier 5 bezeichneten Kugelsternhaufen im Sternbild Schlange.

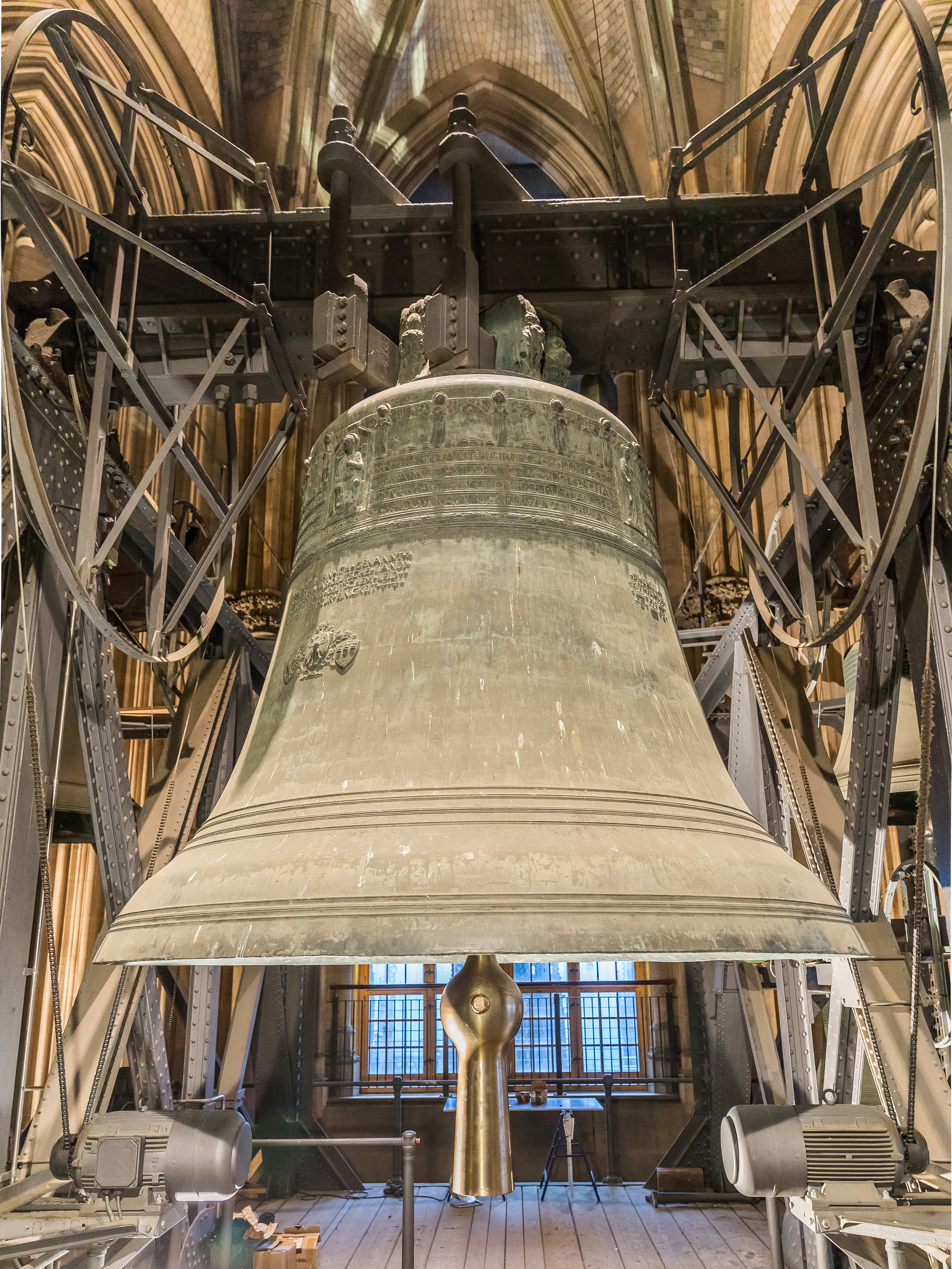
1923: Petersglocke im Kölner Dom

- 1923: Die Petersglocke (auch Dicker Pitter genannt), Glocke 1 des Kölner Domgeläuts, wird in Apolda gegossen. Mit rund 24.000 kg Gewicht und 322 cm Durchmesser war sie bis 2016 die größte am geraden Joch schwingend läutende Glocke der Welt. Erschaffen hat die Bronze-Kirchenglocke der Glockengießermeister Heinrich Ulrich (1876–1924).

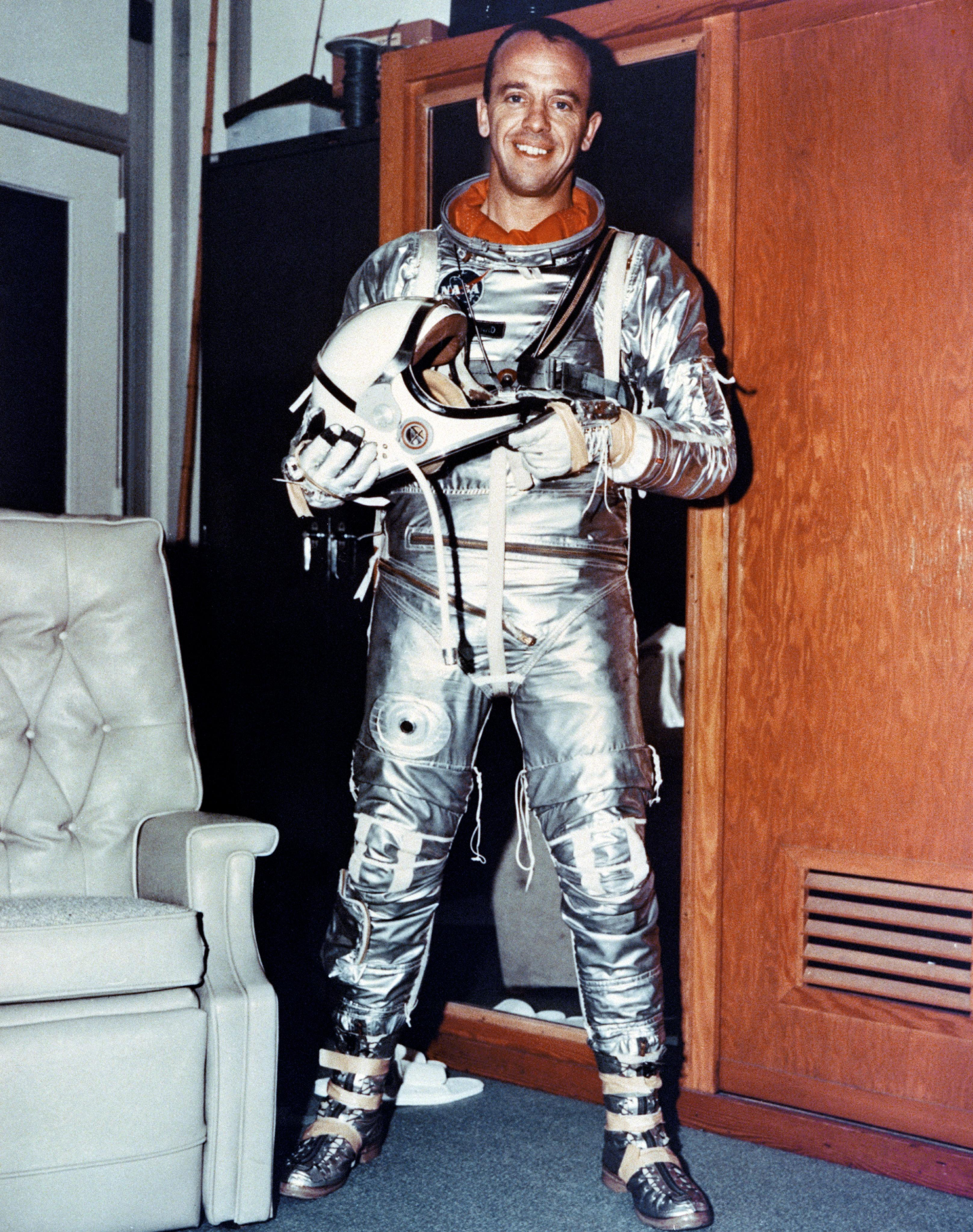
1961: Alan Shepard

- 1961: Die NASA bringt mit Mercury-Redstone 3 im Rahmen des Mercury-Programmes Alan Shepard, den ersten amerikanischen Astronauten, ins All.
- 2018: Die NASA-Raumsonde InSight, zur Erforschung des Planeten Mars, wird gestartet.

### Kultur
- 1883: Die Uraufführung der Oper Henry VIII von Camille Saint-Saëns findet an der Grand Opéra de Paris statt.

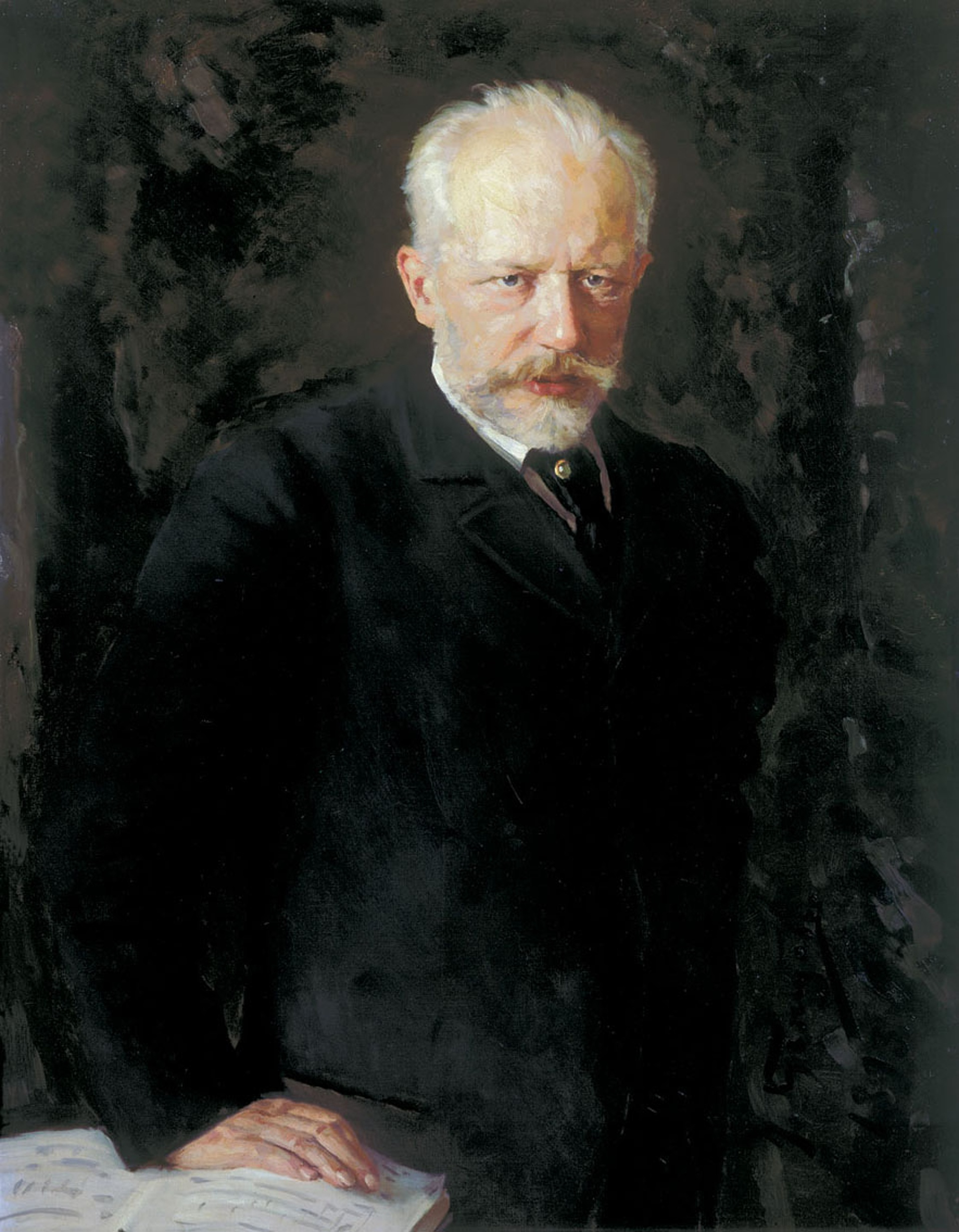
1891: Pjotr Tschaikowski

- 1891: Die nach ihrem Förderer, dem Großindustriellen Andrew Carnegie, benannte New Yorker Carnegie Hall wird mit einem von Pjotr Iljitsch Tschaikowski und Walter Damrosch dirigierten Eröffnungskonzert feierlich eröffnet, obwohl der Bau erst 1897 fertiggestellt wird.
- 1909: Die komische Oper Robins Ende von Eduard Künneke hat ihre Uraufführung am Nationaltheater Mannheim.
- 1955: Am 46th Street Theatre in New York City wird das Musical Damn Yankees von Richard Adler und Jerry Ross uraufgeführt.

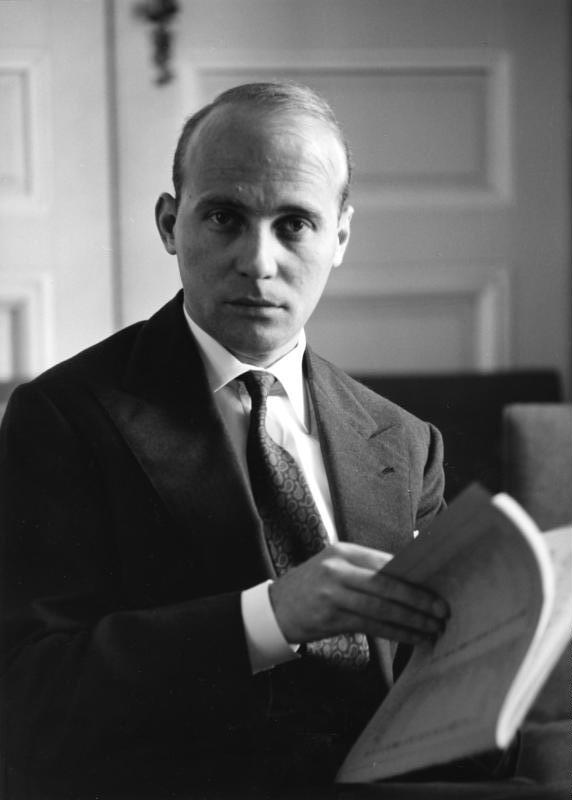
1985: Hans Werner Henze

- 1985: Im Großen Haus der Württembergischen Staatstheater in Stuttgart geht zum ersten Mal die Oper König Hirsch von Hans Werner Henze in ihrer ungekürzten Fassung über die Bühne. Davor war das Werk nur mit großen Abstrichen aufgeführt worden. Deshalb stellt dieses Datum den eigentlichen Tag der Uraufführung dar.
- 1990: Das musikalische Drama Das verratene Meer von Hans Werner Henze mit dem Libretto von Hans-Ulrich Treichel nach dem Roman Gogo no Eiko von Mishima Yukio wird an der Deutschen Oper Berlin uraufgeführt.
- 1995: Der Londoner Filmproduzent Ray Santilli veröffentlicht den so genannten Santilli-Film, der die angebliche Autopsie eines Außerirdischen des Roswell-Zwischenfalls zeigt, und löst damit eine breite Debatte um Außerirdische aus. Jahre später entpuppt sich der Film als Phantasieprodukt.
- 2004: Pablo Picassos 1905 entstandenes Bild Junge mit Pfeife wechselt für 104,2 Millionen US-Dollar bei einer Auktion den Besitzer. Es gehört damit zu den teuersten Gemälden der Welt.

### Gesellschaft
- 1865: Bei North Bend, Ohio, wird erstmals in den USA ein Eisenbahnzug ausgeraubt. Die Reno-Brüder erbeuten dabei 13.000 US-Dollar.

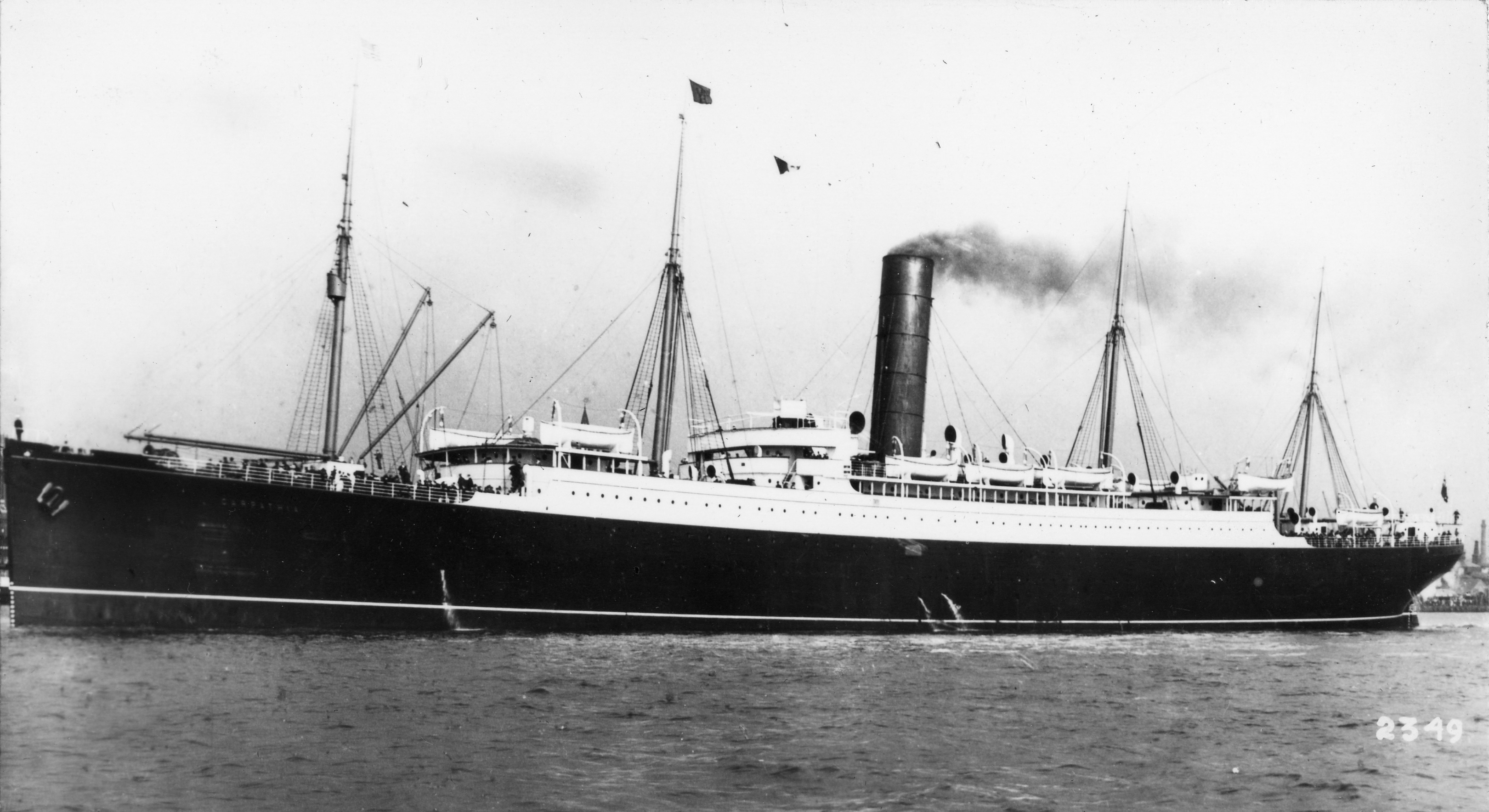
1903: Die RMS Carpathia

- 1903: Von Liverpool aus bricht die Carpathia der Cunard Line zu ihrer Jungfernfahrt Richtung Boston auf. 1912 wird sie Überlebende der Titanic an Bord nehmen können.
- 1992: Der Europäische Protesttag zur Gleichstellung von Menschen mit Behinderung findet erstmals statt.
- 1990: In einem AIDS-Hospiz in Columbus, Ohio nimmt Therese Frare das Foto David Kirby’s Final Moments auf, das zwei Jahre später in einer Kampagne der Modefirma Benetton große Aufmerksamkeit erfahren wird.
- 1994: Der Bundesverband Herzkranke Kinder e. V. initiiert den seither jährlich begangenen Tag des herzkrankes Kindes.
- 2014: WHO-Generaldirektorin Margaret Chan erklärt die Poliomyelitis zum Internationalen Gesundheitsnotstand.

### Religion
- 0553: Das von Kaiser Justinian I. einberufene zweite Konzil von Konstantinopel beginnt. Es dauert bis zum 2. Juni und soll unter anderem die Themen Monophysitismus, Nestorianismus und den Dreikapitelstreit behandeln.
- 1888: In seiner Enzyklika In plurimis lobt Papst Leo XIII. die Abschaffung der Sklaverei in Brasilien und spricht sich für die weltweite Abschaffung aus.

### Katastrophen
- 1668: Die portugiesische Galeone Santissimo Sacramento läuft aufgrund eines Navigationsfehlers vor Salvador da Bahia in Brasilien auf ein Riff und sinkt. Von den über 1.000 Menschen an Bord können sich nur 70 retten. Es handelt sich um den folgenschwersten Seeunfall in der Geschichte Brasiliens.

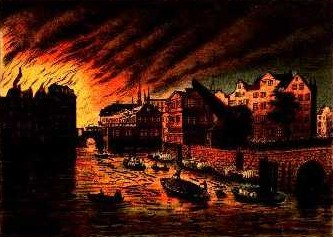
1842: Hamburger Brand

- 1842: Im Haus Nummer 44 in der Deichstraße am Nikolaifleet beim Cigarrenmacher Cohen in Hamburg wird ein Brand gelegt. Obwohl er rasch entdeckt wird, gelingt es der Feuerwehr nicht, ihn unter Kontrolle zu bekommen. Der Hamburger Brand dauert über drei Tage, 1700 Häuser werden zerstört, 51 Menschen kommen ums Leben, 20.000 verlieren ihr Heim.
- 1865: In Oberstdorf wütet eine Feuersbrunst, die bis zum nächsten Tag dauert. Das Feuer vernichtet zwei Drittel der Gebäude des Ortes.
- 1972: Eine Douglas DC-8 der Alitalia prallt während des Landeanflugs auf Palermo gegen einen Berg. Alle 115 Personen an Bord sterben.

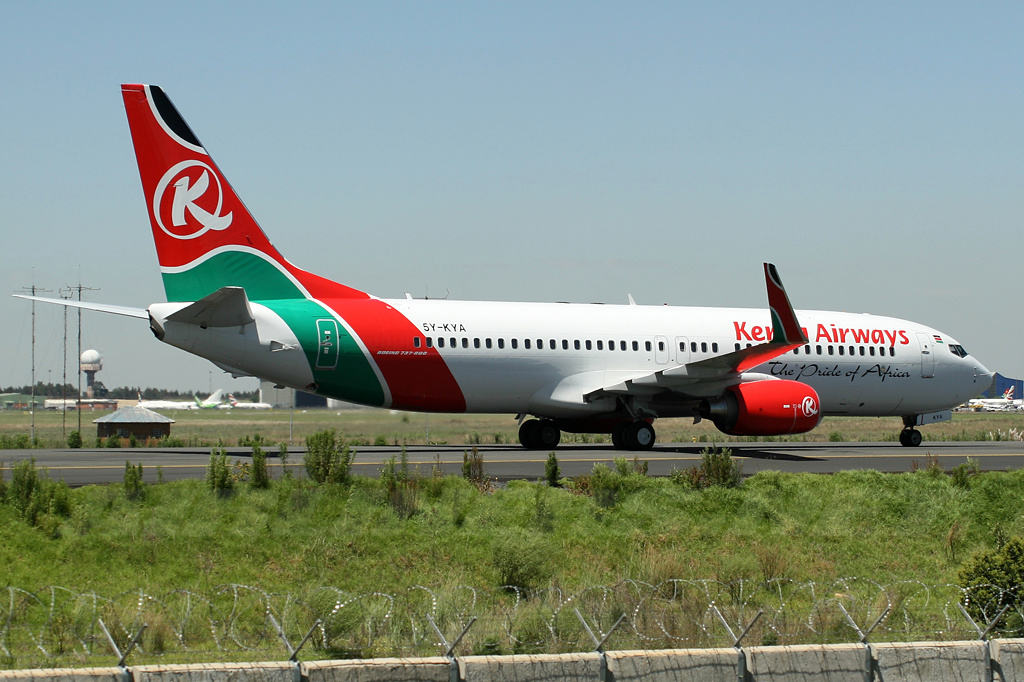
2007: Die Unfallmaschine

- 2007: Beim Absturz des Kenya-Airways-Fluges 507 nach dem Start vom Flughafen Douala in Kamerun kommen alle 114 Personen an Bord ums Leben.

Kleinere Unglücksfälle sind in den Unterartikeln von Katastrophe und in der Liste von Katastrophen aufgeführt.

### Sport

1895: Logo Fortuna Düsseldorf

- 1895: Im Düsseldorfer Stadtteil Flingern wird der Turnverein Flingern 1895 gegründet, aus dem später der deutsche Fußballverein Fortuna Düsseldorf hervorgeht. In Hamburg erfolgt die Gründung des SC Victoria Hamburg, der am 28. Januar 1900 zu den Gründungsmitgliedern des DFB gehört.
- 1966: Als erste deutsche Mannschaft gewinnt Borussia Dortmund einen Fußball-Europapokal. Das Team gewinnt in Glasgow mit 2:1 n. V. gegen den FC Liverpool und sichert sich so den Europapokal der Pokalsieger. Das Siegtor erzielt Reinhard Libuda.

Einträge von Leichtathletik-Weltrekorden befinden sich unter der jeweiligen Disziplin unter Leichtathletik.

## Geboren

### Vor dem 18. Jahrhundert
- 0347: Paula von Rom, römische Christin, Witwe und Heilige der katholischen Kirche

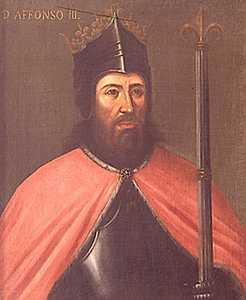
König Alfons III. von Portugal (* 1210)

- 1210: Alfons III., König von Portugal
- 1282: Juan Manuel, kastilischer Staatsmann, Fürst von Villena und Schriftsteller
- 1314: Thomas Holland, 1. Earl of Kent, englischer Adeliger
- 1352: Ruprecht I., römisch-deutscher König und Kurfürst von der Pfalz
- 1361: Konrad V., Herzog von Teck
- 1436: Matteo Civitali, italienischer Bildhauer und Maler
- 1479: Amar Das, dritter Sikh Guru
- 1487: Anna, Prinzessin von Brandenburg-Ansbach, Herzogin und Regentin von Teschen
- 1493: Alessandro Pasqualini, italienischer Architekt
- 1504: Stanislaus Hosius, deutsch-polnischer Theologe
- 1544: Johann Conrad Meyer, Schweizer Politiker und Bürgermeister in Schaffhausen
- 1546: Petrus Wesenbeck, flämischer Jurist
- 1582: Johann Friedrich, Herzog von Württemberg
- 1585: Vincenzo Carafa, Ordensgeneral der Jesuiten
- 1590: Johann Albrecht II., Herzog zu Mecklenburg
- 1652: Boris Petrowitsch Scheremetew, russischer Generalfeldmarschall
- 1666: Johann Heinrich Buttstett, deutscher Organist und Komponist des Barock
- 1669: Friederike Elisabeth von Sachsen-Eisenach, Herzogin von Sachsen-Weißenfels
- 1680: Giuseppe Porsile, italienischer Komponist und Gesangslehrer

### 18. Jahrhundert
- 1705: John Campbell, 4. Earl of Loudoun, britischer Peer, Politiker und General
- 1708: Johann Adolf Scheibe, deutscher Barock-Komponist und einer der ersten Musikkritiker
- 1717: Christian Ludwig König, deutscher Orgelbauer
- 1732: Richard Tecker, Theologe und Direktor der Universitätsbibliothek Graz
- 1738: Adolf Friedrich IV., Herzog von Mecklenburg-Strelitz
- 1740: Joseph Leonz Andermatt, Schweizer Militär und Politiker
- 1741: John Archer, US-amerikanischer Politiker
- 1742: Joseph Cariattil, indischer Thomaschrist und römisch-katholischer Erzbischof
- 1744: Christian Rau, deutscher Rechtswissenschaftler
- 1745: Carl August Ehrensvärd, schwedischer Admiral, Zeichner, Architekt und Kunsttheoretiker
- 1746: Jean-Nicolas Pache, französischer Politiker
- 1747: Aloys Basselet von La Rosée, bayerischer Beamter und Richter, Mitglied des Illuminatenordens

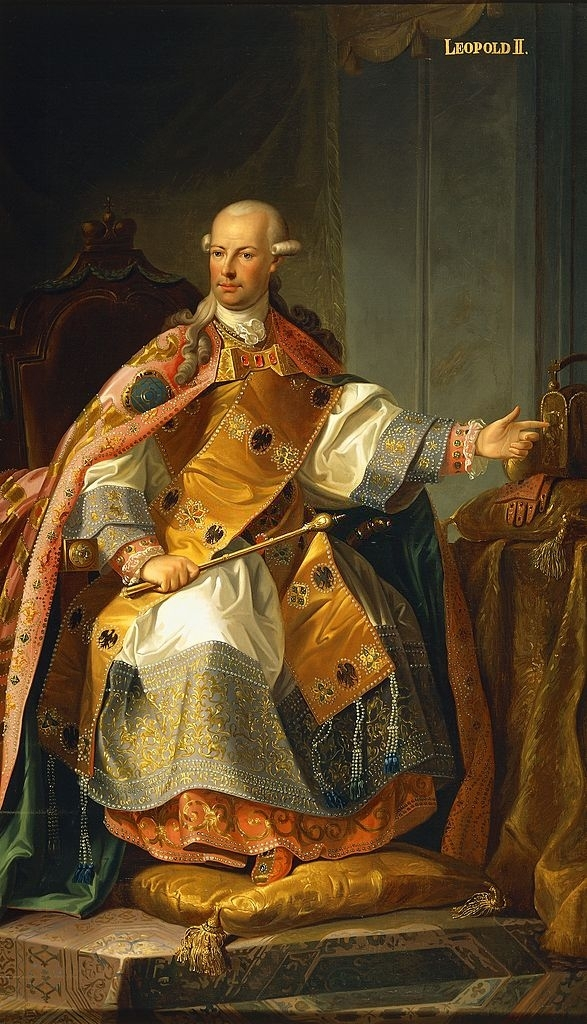
Leopold II. (* 1747)

- 1747: Leopold II., Erzherzog von Österreich, Großherzog der Toskana, Kaiser des Heiligen Römischen Reiches und König von Böhmen, Kroatien und Ungarn
- 1748: Francesco Azopardi, maltesischer Komponist
- 1749: Jean-Frédéric Edelmann, französischer Cembalist und Komponist aus dem Elsass
- 1751: Amélie de Boufflers, Herzogin von Biron, Opfer der Französischen Revolution
- 1752: Johann Tobias Mayer, deutscher Physiker
- 1760: Sophie Charlotte Elisabeth Ursinus, deutsche Serienmörderin
- 1764: Robert Craufurd, britischer General
- 1765: Pietro Rossi, Schweizer Politiker
- 1766: Christian Gottlieb Röckner, deutscher lutherischer Feldpropst
- 1768: Karl Friedrich von dem Knesebeck, preußischer Generalfeldmarschall
- 1775: Maria Clementine Martin, deutsche Klosterfrau und Erfinderin (Klosterfrau-Melissengeist)
- 1775: Alexander McNair, US-amerikanischer Politiker
- 1794: Heinrich Salomon Hoffmann, deutscher Drogist und Unternehmer
- 1796: Robert Foulis, britischer Erfinder
- 1798: Christian Friedrich Scherenberg, deutscher Dichter
- 1799: Hermann Friedrich Autenrieth, deutscher Mediziner
- 1799: Paul Follen, deutsch-US-amerikanischer Rechtsanwalt, Schriftsteller und Farmer

### 19. Jahrhundert

#### 1801–1850
- 1801: Joseph Heß, deutscher Kaufmann und Politiker
- 1801: Jakob Siebert, deutscher Kaufmann und Mitglied der Ersten Kammer der Landstände des Herzogtums Nassau
- 1803: Claus Jürgensen, deutscher Lehrer und Schulgründer
- 1804: Gottlieb Bodmer, deutscher Porträtmaler und Lithograf
- 1804: Karl von Czoernig-Czernhausen, österreichischer Beamter und Statistiker
- 1804: Karl August Espe, deutscher Theologe, Pädagoge und Autor
- 1804: Johann Daniel Meier, Jurist, Bremer Senator und Bürgermeister
- 1804: José Fernando Ramírez, mexikanischer Historiker, Politiker und Denker
- 1805: José Ballivián, bolivianischer General und Präsident
- 1805: Gustav Eberhard, deutscher Architekt und Baubeamter
- 1805: Rudolf Freitag, deutscher Bildhauer, Kunstsammler und Mitbegründer des Danziger Kunstmuseums (oder 26. Februar)
- 1805: Albert von Hartmann, deutscher Jurist und Politiker
- 1805: Johann Haßlwanter, österreichischer Politiker und Landeshauptmann von Tirol
- 1805: William Gilbert Puckey, britischer Missionar in Neuseeland
- 1807: Ferdinand von Steinbeis, deutscher Wirtschaftspolitiker
- 1808: Ludwig Harms, deutscher Erweckungsprediger
- 1811: John William Draper, angelsächsischer Naturwissenschaftler und Historiker
- 1813: Søren Kierkegaard, dänischer Philosoph
- 1814: Rudolph Bärenhart, österreichischer Bildhauer
- 1816: Jean Joseph Farre, französischer General
- 1816: Rodman M. Price, US-amerikanischer Politiker

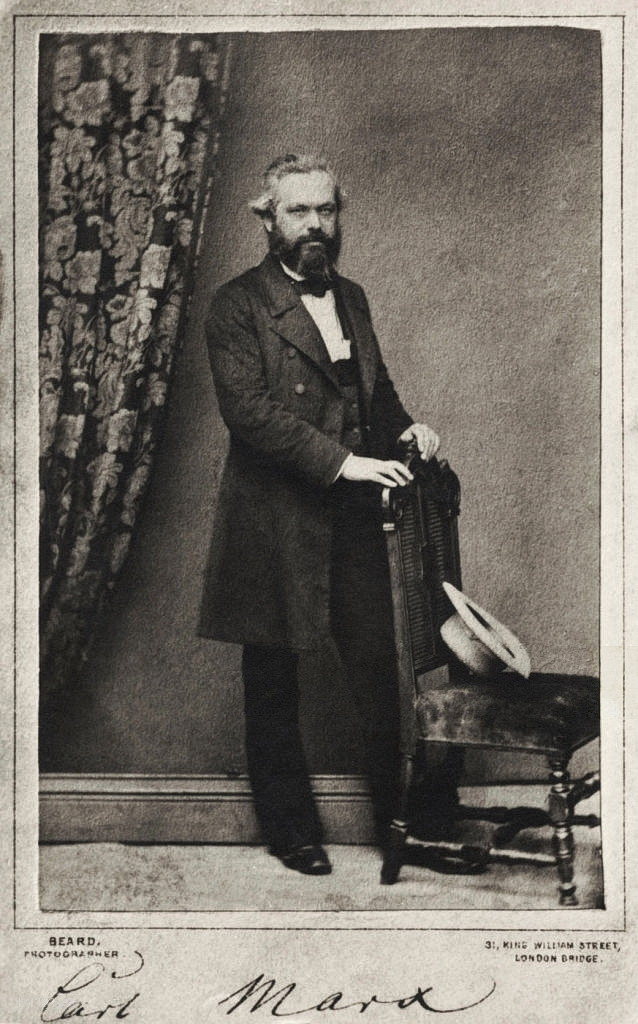
Karl Marx (* 1818)

- 1818: Karl Marx, deutscher Philosoph, Journalist und Ökonom
- 1819: Stanisław Moniuszko, polnischer Komponist
- 1825: Wilhelm Hertenstein, Schweizer Politiker
- 1826: Eugénie de Montijo, französische Kaiserin, Ehefrau von Napoleon III.
- 1828: Albert Marth, deutscher Astronom
- 1828: Robert Viktor von Puttkamer, preußischer Staatsmann
- 1833: Lazarus Fuchs, deutscher Mathematiker
- 1833: Ferdinand von Richthofen, deutscher Geograf und Forschungsreisender
- 1834: Wiktor Alexandrowitsch Hartmann, russischer Architekt, Bildhauer und Maler
- 1835: Anton Hermann Albrecht, deutscher evangelischer Theologe und Dichter
- 1837: Carl Attenhofer, schweizerischer Komponist, Dirigent, Sänger, Organist und Universitätsmusikdirektor
- 1837: Anna Maria Mozzoni, italienische Schriftstellerin und Journalistin
- 1839: Henry Nettleship, britischer klassischer Philologe
- 1841: Achille Bizzoni, italienischer Journalist, Übersetzer und Schriftsteller
- 1841: Auguste Marmier, Schweizer Jurist und Politiker
- 1841: Ernst Ziel, deutscher Schriftsteller und Redakteur
- 1842: Johann Nepomuk Fuchs, österreichischer Komponist und Kapellmeister
- 1843: Carl Leonhard Becker, deutscher Maler und Kupferstecher
- 1845: Eugen Askenasy, deutscher Biologe
- 1846: Lars Magnus Ericsson, schwedischer Erfinder
- 1846: Henryk Sienkiewicz, polnischer Schriftsteller (Quo Vadis), Nobelpreisträger
- 1848: Adalbert von Goldschmidt, österreichischer Komponist, Dichter und Satiriker
- 1849ː Alberta von Puttkamer, deutsche Schriftstellerin
- 1850: Hedwig Heyl, deutsche Frauenrechtlerin

#### 1851–1900

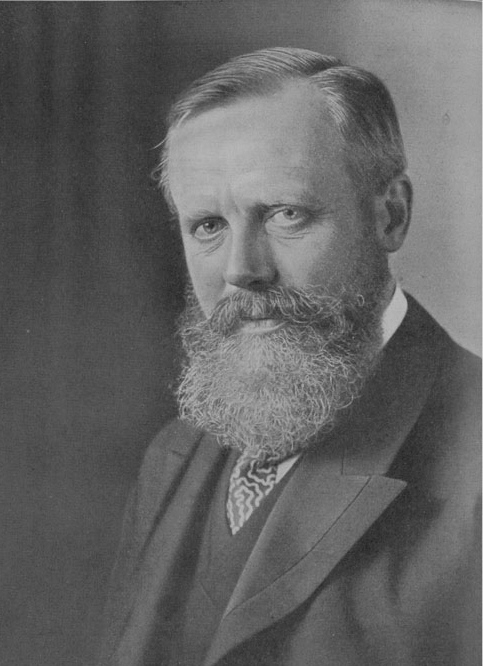
Walther Hempel (* 1851)

- 1851: Walther Hempel, deutscher Chemiker
- 1852: Pietro Gasparri, italienischer Theologe
- 1853: Ignaz Glaser, deutscher Unternehmer
- 1854: Antonio Smareglia, italienischer Komponist
- 1856: William Wallace Denslow, US-amerikanischer Illustrator und Karikaturist
- 1856: Lucia True Ames Mead, US-amerikanische Pazifistin und Feministin
- 1857: António Teixeira de Sousa, portugiesischer Politiker
- 1858: Josephine Roe, US-amerikanische Mathematikerin
- 1859: Gustav Roethe, deutscher Altgermanist
- 1861: Samuel T. Baird, US-amerikanischer Politiker
- 1864: Nellie Bly, US-amerikanische Journalistin und Weltreisende
- 1864: Hans Gerhard Gräf, deutscher Goethe-Forscher
- 1864: Willis C. Hawley, US-amerikanischer Politiker
- 1865: Ede Donáth, ungarischer Dirigent und Komponist
- 1866: Ants Laikmaa, estnischer Maler
- 1869: Hans Pfitzner, deutscher Komponist und Dirigent
- 1870: Erdmann Graeser, deutscher Schriftsteller
- 1871: Gaétan de Knyff, belgischer Automobilrennfahrer
- 1872: Georges Grente, Bischof von Le Mans und Kardinal
- 1875ː Magdalene Gräfin zu Stolberg-Wernigerode, Äbtissin des Klosters Drübeck
- 1877: Georgi Jakowlewitsch Sedow, russischer Marineleutnant und Polarforscher
- 1877: Patrick Slavin, schottischer Fußballspieler
- 1879: Louis Louis, französischer Turner
- 1880: Adrian Carton de Wiart, britischer Generalleutnant
- 1881: Victor Pierre Le Gorgeu, französischer Politiker und Résistant
- 1882: Albert H. Rausch alias Henry Benrath, deutscher Lyriker, Erzähler und Essayist
- 1882: Douglas Mawson, britischer Antarktisforscher

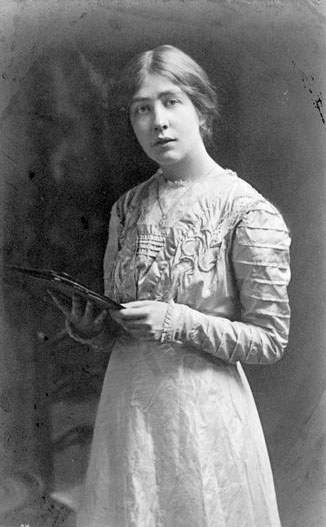
Sylvia Pankhurst (* 1882)

- 1882: Sylvia Pankhurst, britische Aktivistin in der Suffragettenbewegung
- 1883: Georg Achtelstetter, deutscher Maler und Schriftsteller
- 1883: Petar Konjović, serbischer Komponist, Musikpädagoge und -wissenschaftler
- 1883: Archibald Wavell, 1. Earl Wavell, britischer Feldmarschall und indischer Vizekönig
- 1883: Rudolf Spielmann, österreichischer Schachgroßmeister
- 1884: Alice Milliat, französische Gründerin des Internationalen Frauensportverband FSFI, Frauenrechtlerin
- 1884: John Ernest Weaver, US-amerikanischer Botaniker
- 1885: Agustín Barrios, paraguayischer Komponist und Gitarrist
- 1886: Hermann Heukamp, deutscher Politiker
- 1888: Cuno Raabe, deutscher Politiker
- 1889: Karl Ludwig Asal, deutscher Jurist und Hochschullehrer
- 1889: Jack Pierce, US-amerikanischer Maskenbildner
- 1890: Christopher Morley, US-amerikanischer Herausgeber und Schriftsteller
- 1892: Dorothy Garrod, britische Prähistorikerin

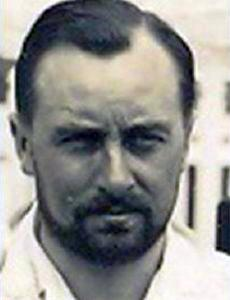
Robert Sénéchal (* 1892)

- 1892: Robert Sénéchal, französischer Unternehmer und Automobilrennfahrer
- 1892: Oskar Spiel, österreichischer Pädagoge und Psychologe
- 1893: Joseph Maria Lutz, deutscher Schriftsteller
- 1893: Farabundo Martí, Politiker und Revolutionär in El Salvador
- 1893: Willem Karel Mertens, niederländischer Arzt und Hygieniker
- 1894: August Dvorak, US-amerikanischer Psychologe und Pädagogikprofessor
- 1897: Kenneth Burke, US-amerikanischer Literaturtheoretiker
- 1897: Osvaldo Fresedo, argentinischer Musiker und Arrangeur, Bandleader, Komponist und Texter
- 1897: Anna Schmidt, deutsche Schaustellerin
- 1898: Alfred van Nüß, deutscher Schachspieler
- 1898: Hans Heinrich von Twardowski, deutscher Schauspieler
- 1900: Paul Baumgarten, deutscher Architekt
- 1900: Julius Hay, ungarischer Dramatiker und Schriftsteller

### 20. Jahrhundert

#### 1901–1925
- 1901ː Gertrud Kraus, österreichisch-israelische Ausdruckstänzerin, Choreografin und Tanzpädagogin
- 1901: Blind Willie McTell, US-amerikanischer Bluesmusiker
- 1904: Franz Arzdorf, deutscher Schauspieler und Regisseur
- 1904: Robert Kronfeld, österreichischer Segelflieger
- 1905: Ángel Bossio, argentinischer Fußballspieler
- 1905: Floyd Gottfredson, US-amerikanischer Comiczeichner und -texter sowie Maler
- 1906: Alf Andersen, norwegischer Skispringer
- 1906: Primo Angeli, italienischer Jazz- und Unterhaltungsmusiker
- 1906: Waldemar Bloch, österreichischer Komponist, Pianist und Musikpädagoge
- 1907: Matsudaira Yoritsune, japanischer Komponist
- 1908: Kurt Böhme, deutscher Opernsänger
- 1908: Jacques Massu, französischer General
- 1909: Nakajima Atsushi, japanischer Schriftsteller
- 1909: Miklós Radnóti, ungarischer Dichter
- 1910: Leo Lionni, Grafiker, Maler und Buchautor
- 1910: Otto Wilhelm von Vacano, deutscher Archäologe
- 1911: Richard Arlt, deutscher Gewerkschafter, Widerstandskämpfer und Bergbau-Ingenieur
- 1911: Andor Lilienthal, ungarischer Schachgroßmeister
- 1912: William Dale Archerd, US-amerikanischer Serienmörder
- 1912: Columba Baumgartner, deutsche Zisterzienserin und Äbtissin
- 1912: Peter Jokostra, Schriftsteller und Literaturkritiker
- 1913: Duane Carter, US-amerikanischer Automobilrennfahrer
- 1913: Pug Manders, US-amerikanischer American-Football-Spieler
- 1914: Eugen Kramár, slowakischer Architekt

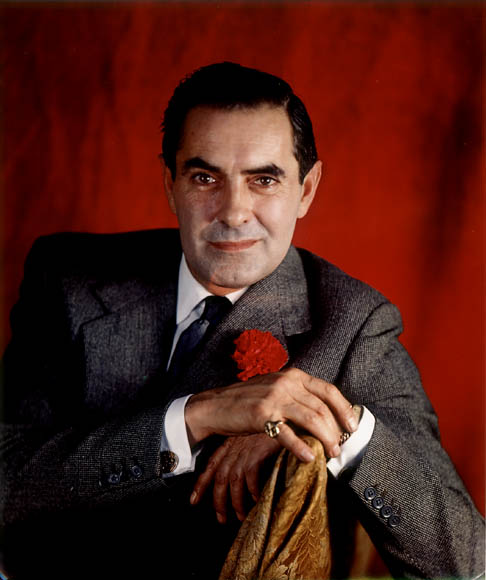
Tyrone Power (* 1914)

- 1914: Tyrone Power, US-amerikanischer Film- und Theaterschauspieler
- 1915: Alice Faye, US-amerikanische Schauspielerin und Sängerin
- 1916: Weli Muhadow, turkmenischer Komponist
- 1917: Martin Allgöwer, Schweizer Chirurg und Hochschullehrer
- 1918: Dino 7 Cordas, brasilianischer Gitarrist
- 1919: Gilles Andriamahazo, madagassischer General, Staatspräsident
- 1919: Tony Canadeo, US-amerikanischer American-Football-Spieler
- 1919: Georgios Papadopoulos, griechischer Oberst und Militärdiktator
- 1921: May Nilsson, schwedische Skirennläuferin
- 1921: Arthur Leonard Schawlow, US-amerikanischer Physiker
- 1922: Antonia Arnold, deutsche Schriftstellerin
- 1922: Karl Bock, deutscher Kinderkardiologe
- 1922: Adil Çarçani, albanischer Politiker, Regierungschef
- 1923: Sergei Fjodorowitsch Achromejew, sowjetischer Militär, Marschall der Sowjetunion
- 1925: Eddi Arent, deutscher Schauspieler
- 1925: Charles Chaplin junior, US-amerikanischer Schauspieler
- 1925: Jindřich Polák, tschechischer Filmregisseur

#### 1926–1950
- 1927: Sylvia Fedoruk, kanadische Physikerin, Curlerin und Politikerin
- 1927: Art Pollard, US-amerikanischer Automobilrennfahrer
- 1927: Charles Rosen, US-amerikanischer Pianist und Musiktheoretiker

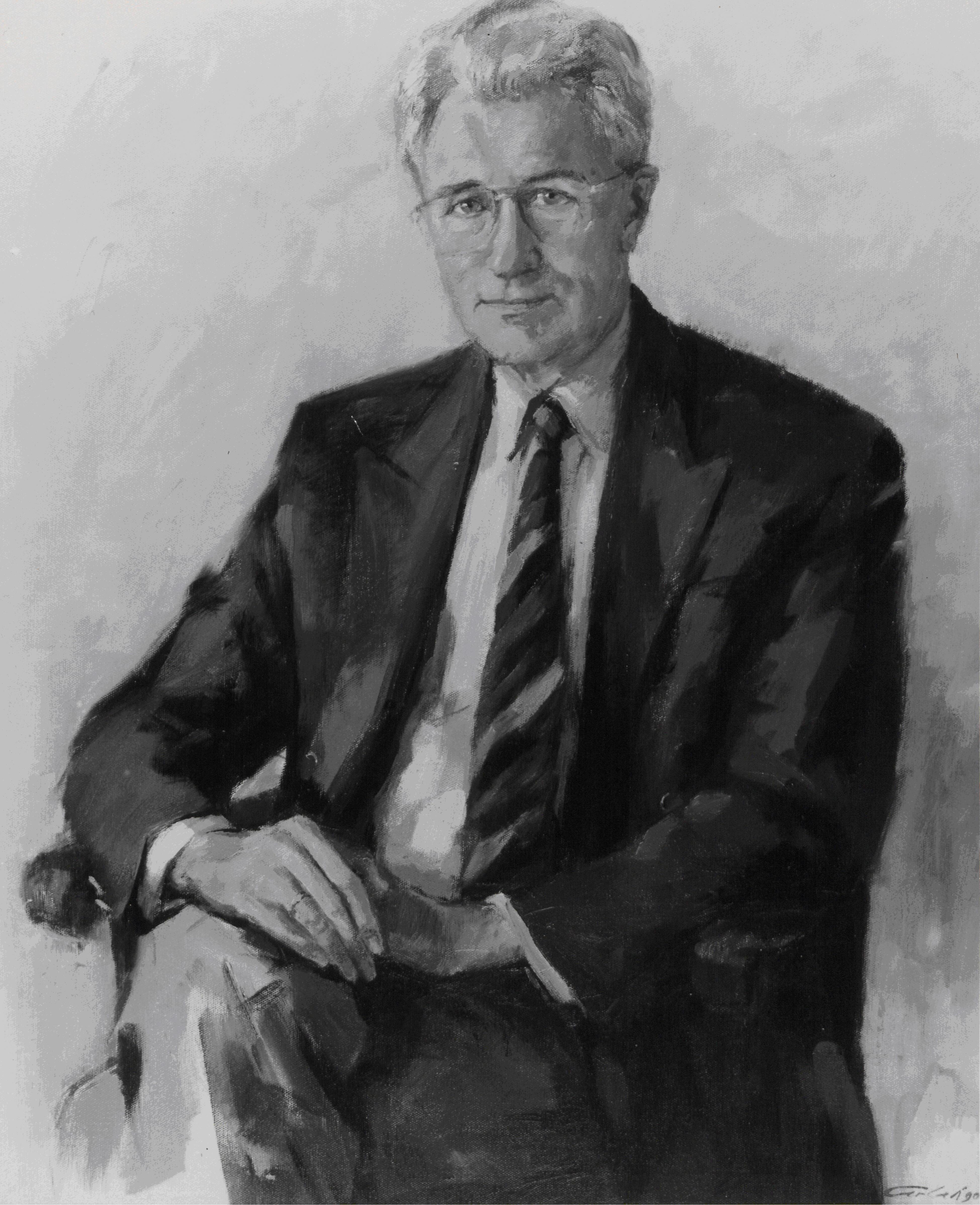
Cornelis Kalkman (* 1928)

- 1928: Cornelis Kalkman, niederländischer Botaniker
- 1928: Herbert Kitzel, deutscher Künstler
- 1929: Fritz Csoklich, österreichischer Journalist
- 1930: Leonid Iwanowitsch Abalkin, russischer Ökonom
- 1930: Michael Adams, US-amerikanischer Testpilot
- 1931: Jakob Bichsel, Schweizer Komponist und Dirigent
- 1932: Antonio Agri, argentinischer Tangoviolinist
- 1932: Alexandra Andrejewna Antonowa, samische Schriftstellerin und Sprachaktivistin
- 1932: Bob Said, US-amerikanischer Automobilrennfahrer und Filmproduzent
- 1932: Aurel Stroe, rumänischer Komponist und Musikpädagoge
- 1933: Dimitris Tsatsos, griechischer Rechtswissenschaftler
- 1934: Henri Konan Bédié, ivorischer Diplomat und Politiker, Staatspräsident
- 1934: Alfred Freiherr von Oppenheim, deutscher Privatbankier
- 1934: Johnnie Taylor, US-amerikanischer Soul- und R&B-Sänger
- 1935: Heinrich Apel, deutscher Künstler, Bildhauer und Restaurator
- 1935: Almut Brömmel, deutsche Leichtathletin
- 1935: Harlon Hill, US-amerikanischer American-Football-Spieler
- 1937: Harry Abend, venezolanischer Architekt und Bildhauer
- 1937: Sandy Baron, US-amerikanischer Schauspieler
- 1937: Trần Đức Lương, vietnamesischer Politiker, Staatspräsident
- 1938: Jerzy Skolimowski, polnischer Filmregisseur und Schauspieler
- 1938: Barbara Wagner, kanadische Eiskunstläuferin
- 1939: Cesare Fiorio, italienischer Motorsportteamchef
- 1939: Hermann Josef Schmidt, deutscher Philosoph
- 1939: Alison Seebohm, britische Schauspielerin
- 1939: Dieter Wiesmann, Schweizer Liedermacher und Apotheker
- 1939: Karl-Heinz Wildmoser, deutscher Unternehmer
- 1940: Lasse Åberg, schwedischer Schauspieler, Regisseur, Musiker und Künstler
- 1940: Jürgen Anbuhl, deutscher Politiker
- 1940: Lance Henriksen, US-amerikanischer Schauspieler
- 1941: Georg Hamburger, deutscher Politiker
- 1941: Alexander Pawlowitsch Ragulin, russischer Eishockeyspieler
- 1942: Roberto Abdenur, brasilianischer Diplomat

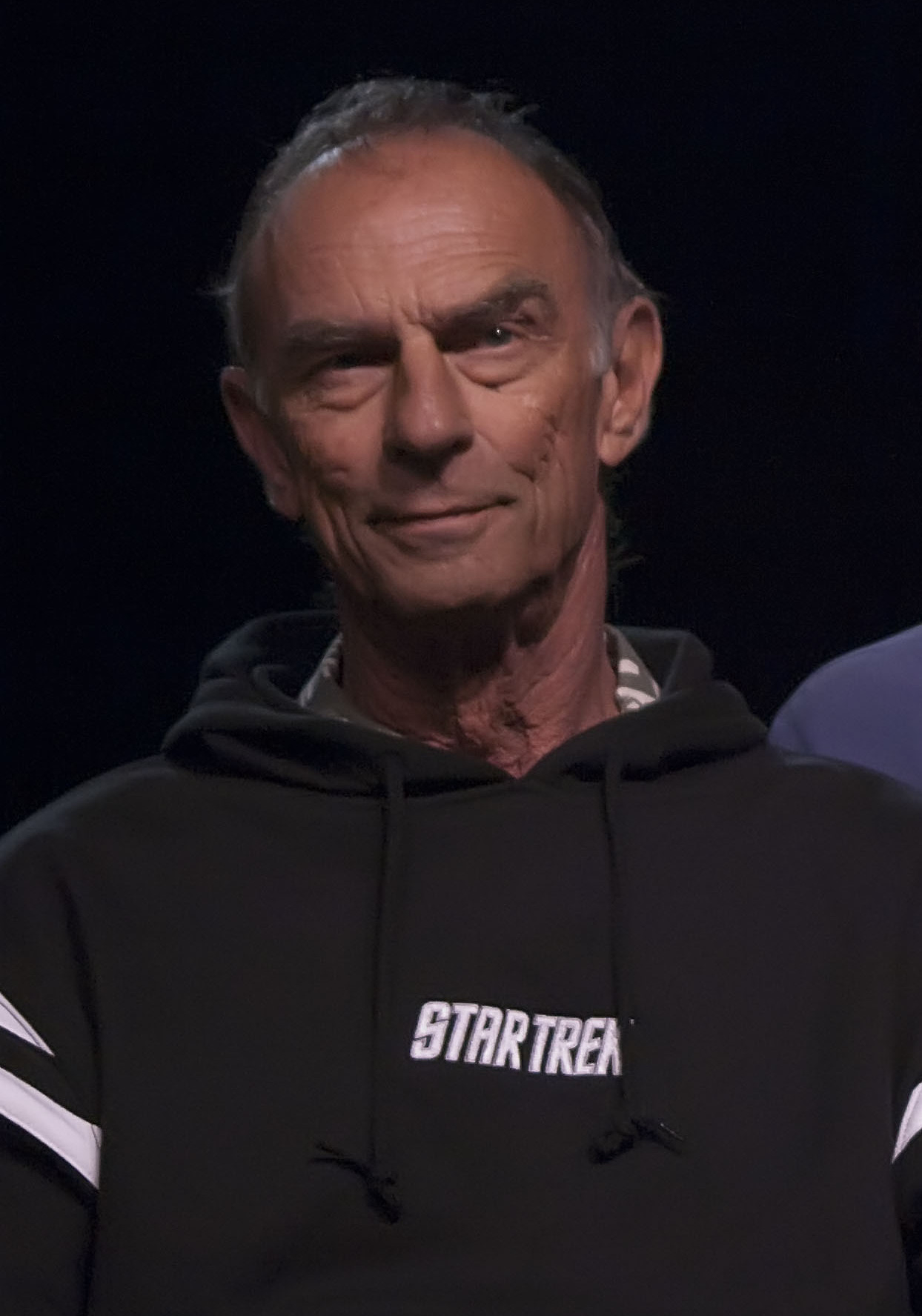
Marc Alaimo (* 1942)

- 1942: Marc Alaimo, US-amerikanischer Schauspieler
- 1942: Holger Franke, deutscher Schauspieler, Autor und Regisseur
- 1942: Patrick Poirier, französischer Künstler
- 1942: Peter Rubin, deutscher Sänger
- 1942: Tammy Wynette, US-amerikanische Country-Sängerin
- 1943: Hille Gosejacob-Rolf, deutsche Sozialpädagogin
- 1943: Michael Palin, britischer Schauspieler und Sänger
- 1943: Carlos Trillo, argentinischer Comicautor
- 1944: John Rhys-Davies, britischer Schauspieler
- 1944: Roman Dzindzichashvili, US-amerikanischer Schachspieler
- 1944: Bo Larsson, schwedischer Fußballspieler
- 1944: Jean-Pierre Léaud, französischer Schauspieler
- 1944: Hans-Peter Mayer, deutscher Europaabgeordneter
- 1944: Christian de Portzamparc, französischer Architekt
- 1945: Claude Bourgoignie, belgischer Automobilrennfahrer
- 1945: Hans-Hermann Bartens, deutscher Finnougrist
- 1946: Gerhard Schmid, deutscher Europapolitiker
- 1946: Walter Donzé, Schweizer Politiker
- 1946: Hervé Revelli, französischer Fußballspieler

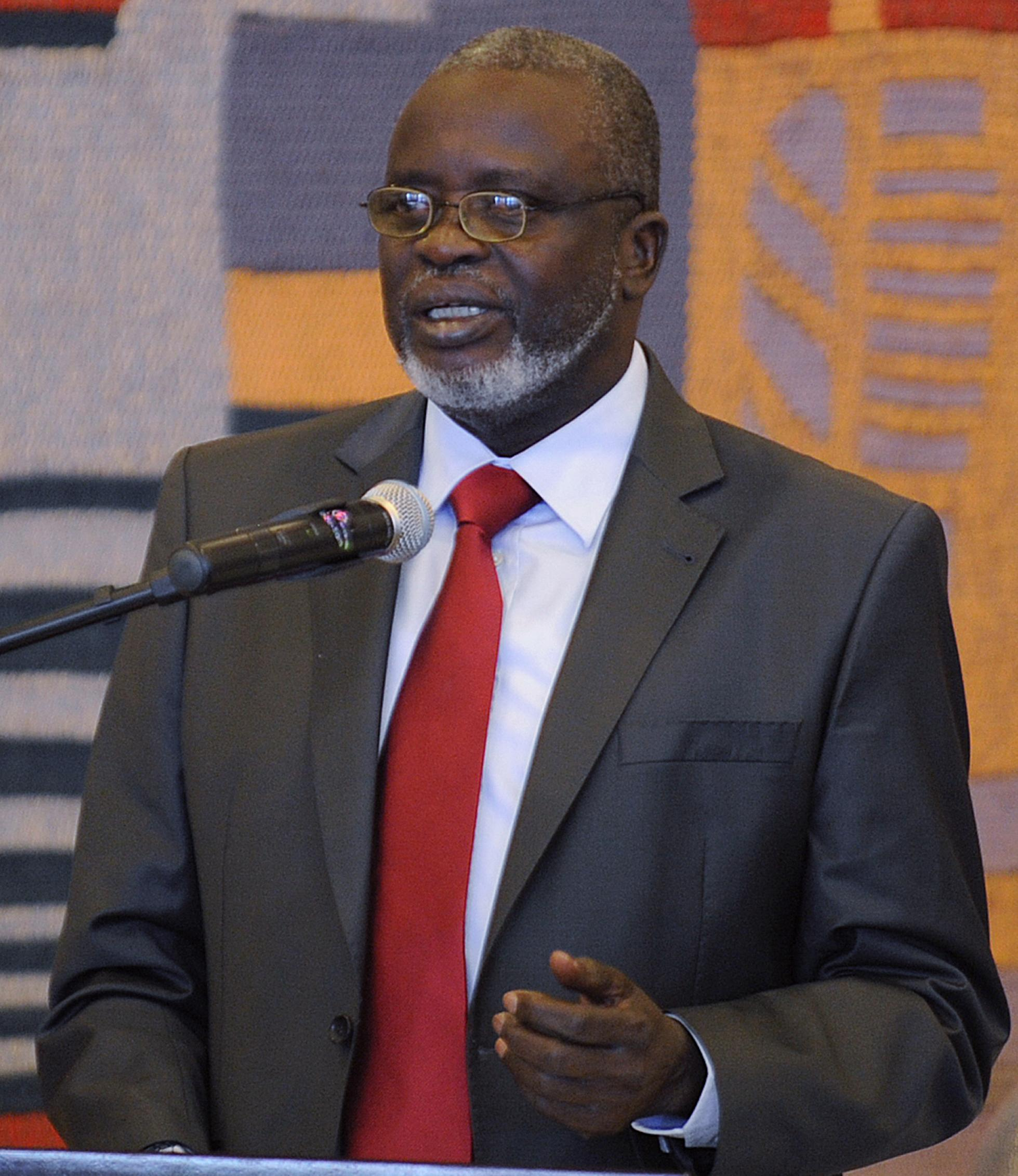
Malam Bacai Sanhá (* 1947)

- 1947: Malam Bacai Sanhá, guinea-bissauischer Politiker, Staatspräsident
- 1948: Jomanda, niederländische Spiritistin
- 1948: Bill Ward, britischer Schlagzeuger
- 1949: Henning Höppner, deutscher Politiker
- 1949: Despina Petecel-Theodoru, rumänische Musikwissenschaftlerin
- 1949: Jan Vičar, tschechischer Komponist, Musikwissenschaftler und -pädagoge
- 1950: Elaine Fuchs, US-amerikanische Biologin
- 1950: Maggie MacNeal, niederländische Sängerin
- 1950: Morton Rhue, US-amerikanischer Autor
- 1950: Barbara Salesch, deutsche Richterin

#### 1951–1975
- 1951: Nick Bebout, US-amerikanischer American-Football-Spieler
- 1951: Nicholas Guest, US-amerikanischer Schauspieler
- 1951: Peter Zintner, deutscher Schauspieler
- 1951: Cyprien Katsaris, französischer Pianist und Komponist
- 1951: Wolfgang Stehmer, deutscher Politiker
- 1952: Maia Ciobanu, rumänische Komponistin
- 1952: Ryszard Szeremeta, polnischer Komponist, Dirigent und Jazzsänger
- 1953: Ancillo Canepa, Schweizer Manager

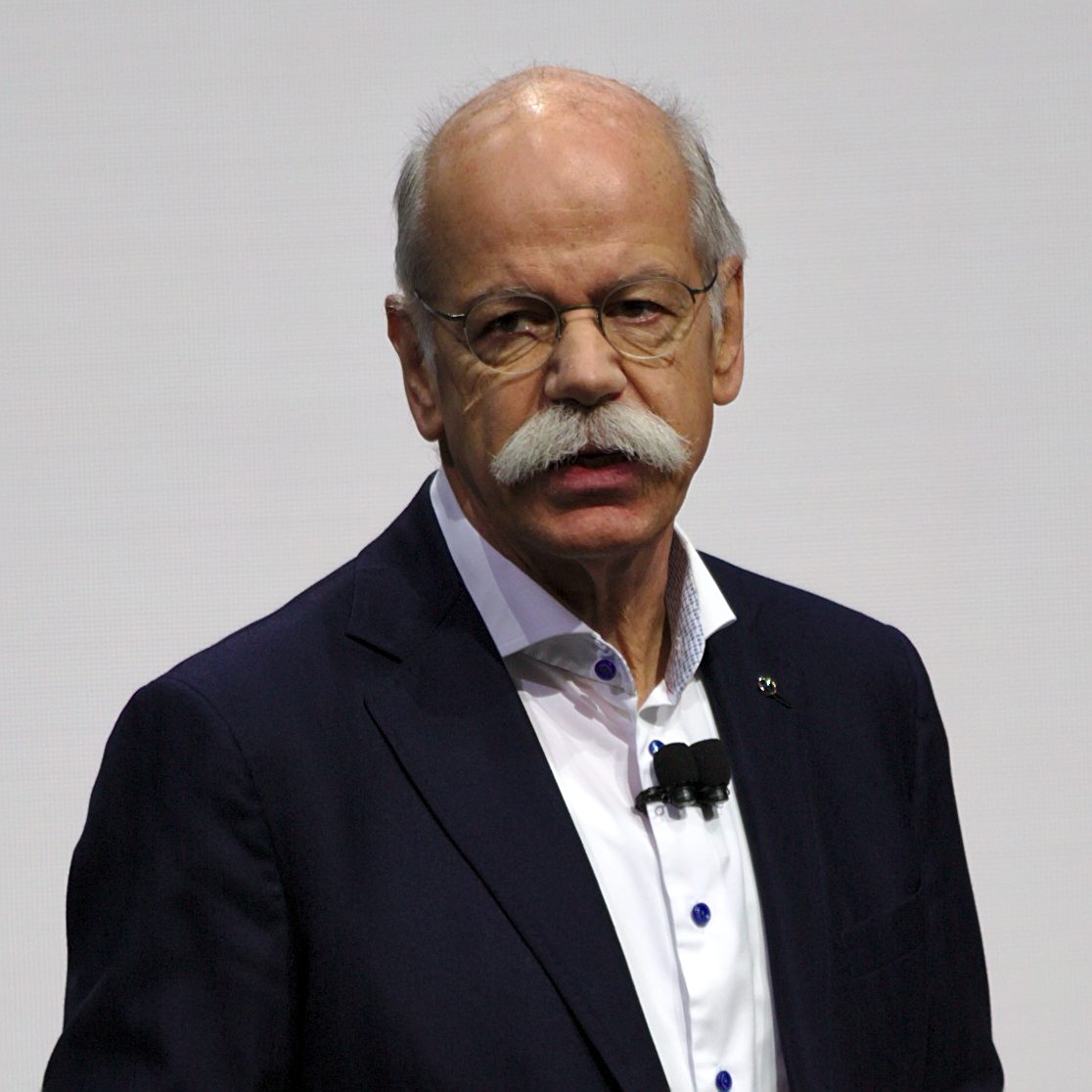
Dieter Zetsche (* 1953)

- 1953: Dieter Zetsche, deutscher Manager, Vorstandsvorsitzender der Daimler AG
- 1954: Martin Renner, deutscher Politiker
- 1954: Dirk Spelsberg, deutscher Hörspiel- und Theaterautor
- 1954: Dagmar Wöhrl, deutsche Politikerin
- 1955: Dudu Tucci, brasilianischer Musiker
- 1955: Melinda Culea, US-amerikanische Schauspielerin
- 1956: Lisa Eilbacher, US-amerikanische Filmschauspielerin
- 1956: Kamagurka, belgischer Cartoonist
- 1956: Steve Scott, US-amerikanischer Leichtathlet
- 1957: Johannes Schaedlich, deutscher Jazz-Bassist und Komponist
- 1958: Ron Arad, israelischer Pilot
- 1958: Serse Cosmi, italienischer Fußballtrainer
- 1958: Elke Ferner, deutsche Politikerin, MdB
- 1958: Lutz Konermann, deutscher Regisseur, Autor und Kameramann
- 1958: Dirk Nockemann, deutscher Politiker
- 1959: Steve Stevens, US-amerikanischer Musiker

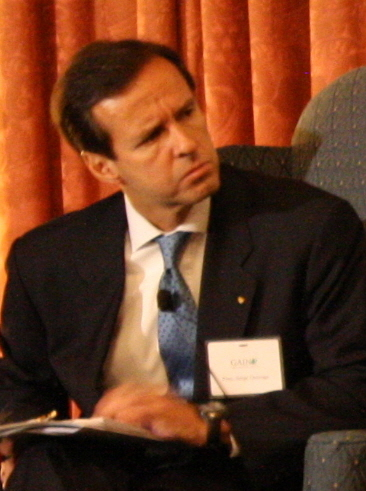
Jorge Quiroga Ramirez (* 1960)

- 1960: Jorge Quiroga Ramírez, bolivianischer Politiker
- 1960: Marek Vašut, tschechischer Filmschauspieler
- 1960: Samir Kassir, libanesischer Journalist
- 1961: Russell Norman Adam, kanadischer Eishockeyspieler und -trainer
- 1961: Martin Brudermüller, deutscher Manager (BASF SE)
- 1961: Sabine Reger, deutsche ehrenamtliche Verfassungsrichterin
- 1961: Beat Schlatter, Schweizer Kabarettist, Schauspieler und Drehbuchautor
- 1961: Tobias Seyb, deutscher Musiker
- 1962: Rodica Arba-Pușcatu, rumänische Ruderin
- 1962: Scott Tucker, US-amerikanischer Unternehmer und Automobilrennfahrer
- 1962: Stefan Wenzel, deutscher Politiker
- 1963: Thomas Darchinger, deutscher Schauspieler und Sprecher
- 1963: Prince Ital Joe, US-amerikanischer Reggae-Musiker
- 1963: James LaBrie, kanadischer Prog-Metal Sänger
- 1964: Petra A. Bauer, deutsche Autorin
- 1964: Markus Bleich, deutscher Mediziner und Hochschullehrer
- 1964: Ingela Brimberg, schwedische Opernsängerin und Psychologin
- 1964: Bob Buczkowski, US-amerikanischer American-Football-Spieler
- 1964: Françoise Cactus, deutsch-französische Autorin, Musikerin und Zeichnerin
- 1964: Maurizio Catenacci, italo-kanadischer Eishockeyspieler
- 1864: Dexter Clark, US-amerikanischer American-Football-Spieler
- 1964: Volker Erb, deutscher Rechtswissenschaftler und Hochschullehrer
- 1964: Erwin Gruber, österreichischer Politiker und Landwirt

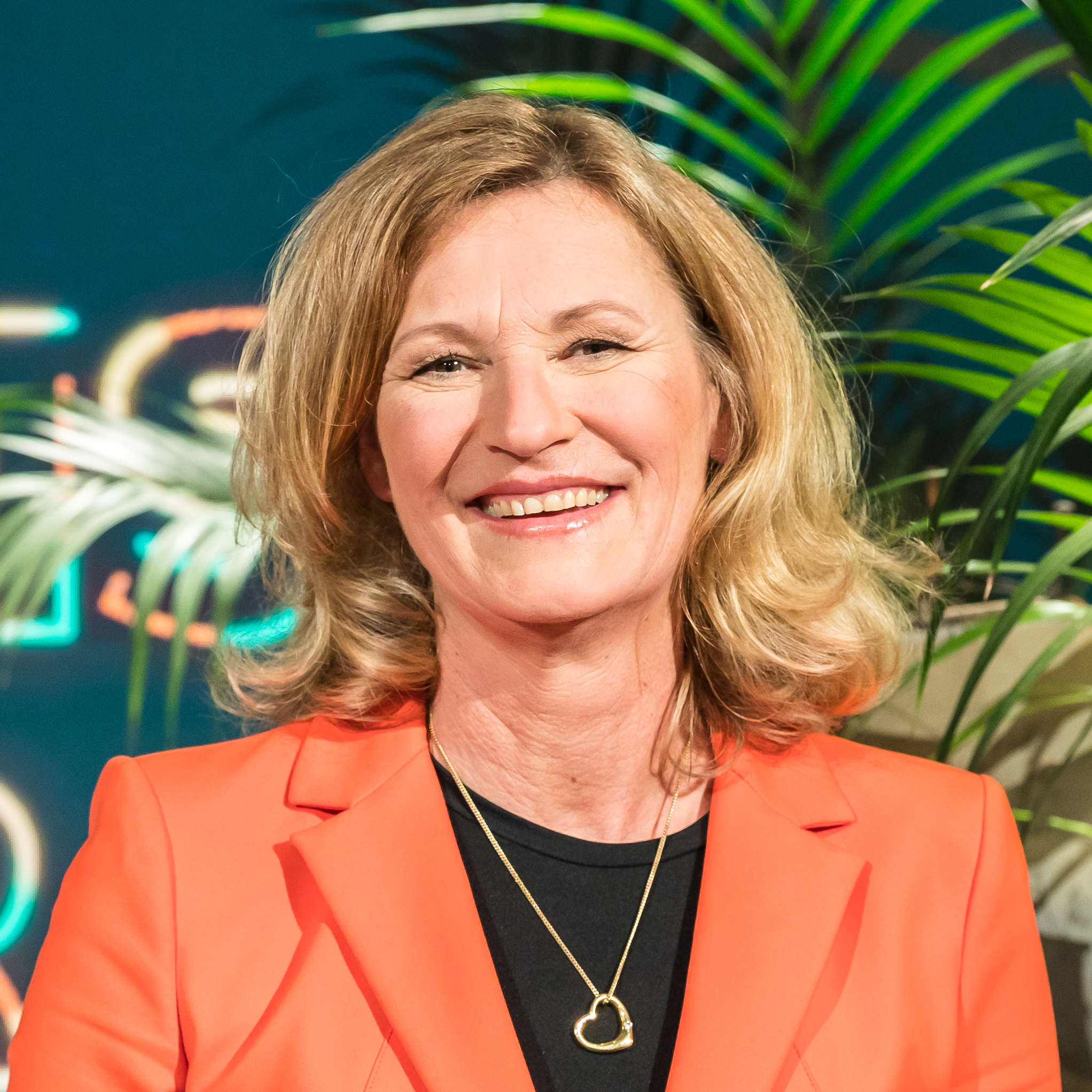
Heike Henkel (* 1964)

- 1964: Heike Henkel, deutsche Hochspringerin, Olympiasiegerin
- 1964: Bruno Kneubühler, Schweizer Entomologe
- 1964: Willie Mtolo, südafrikanischer Marathon- und Ultramarathonläufer
- 1964: Camera Ntereke, botswanischer Leichtathlet
- 1964: Cinco Paul, US-amerikanischer Drehbuchautor
- 1964: Tom Reiss, US-amerikanischer Autor, Historiker und Journalist
- 1964: Friedemann Schmidt, deutscher Apotheker und Fernsehmoderator
- 1964: Rainer Schumann, deutscher Schlagzeuger
- 1964: Barbara Schwickert, Schweizer Politikerin
- 1964: Ronald Seunig, österreichischer Unternehmer
- 1964: Denise Virieux, Schweizer Schauspielerin
- 1965: Mark Keller, deutscher Schauspieler
- 1965: George Kurtz, US-amerikanischer Unternehmer und Automobilrennfahrer
- 1965: Chris McMurry, US-amerikanischer Automobilrennfahrer
- 1965: John Riiber, norwegischer Nordischer Kombinierer
- 1965: Jolanda Vogt-Kindle, liechtensteinische Skirennläuferin
- 1966: Axel Fischer, deutscher Politiker, MdB
- 1967: Richard Graf, österreichischer Musiker und Komponist
- 1967: Marc Koper, niederländischer Chemiker
- 1967: Christian Lohse, deutscher Koch
- 1968: Bohdana Froljak, ukrainische Komponistin und Hochschullehrerin
- 1968: Dariusz Michalczewski, polnisch-deutscher Boxer
- 1970: Soheil Ayari, französischer Automobilrennfahrer
- 1970: Guillaume Connesson, französischer Komponist
- 1971: Anette Hoffmann, dänische Handballspielerin
- 1971: Nate McBride, US-amerikanischer Jazzbassist
- 1972: Armin Arslanagić, bosnisch-deutscher Eishockeyspieler

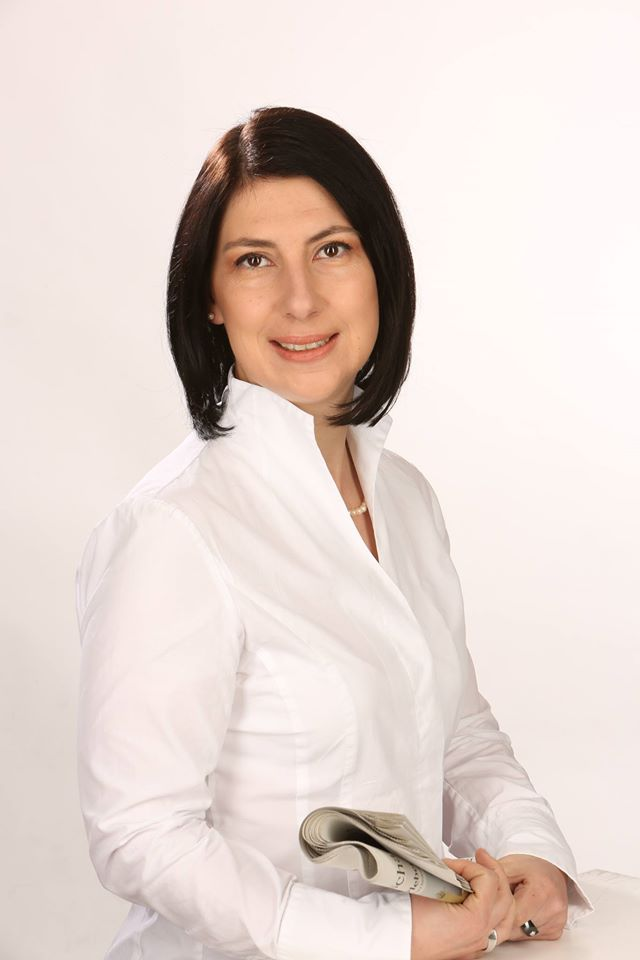
Katja Hessel (* 1972)

- 1972: Katja Hessel, deutsche Politikerin
- 1972: Žigmund Pálffy, slowakischer Eishockeyspieler
- 1972: Marian Sandu, rumänischer Ringer
- 1972: Devin Townsend, kanadischer Sänger und Gitarrist
- 1973: Brooke Ashley, US-amerikanische Pornofilmdarstellerin
- 1973: Andreas Bausewein, deutscher Politiker, Oberbürgermeister von Erfurt
- 1973: Björn Glasner, deutscher Radrennfahrer
- 1973: Kevin McBride, irischer Boxer
- 1973: Volker Michel, deutscher Handballspieler
- 1973: Dejan Tomašević, serbischer Basketballspieler
- 1973: Raik Werner, deutscher Jurist
- 1974: Jesús Olalde, mexikanischer Fußballspieler
- 1975: Delloreen Ennis-London, jamaikanische Leichtathletin
- 1975: Meb Keflezighi, US-amerikanischer Leichtathlet
- 1975: Gerald Resch, österreichischer Komponist.
- 1975: Cédric Tiberghien, französischer Pianist

#### 1976–2000
- 1976: Juan Pablo Sorín, argentinischer Fußballspieler

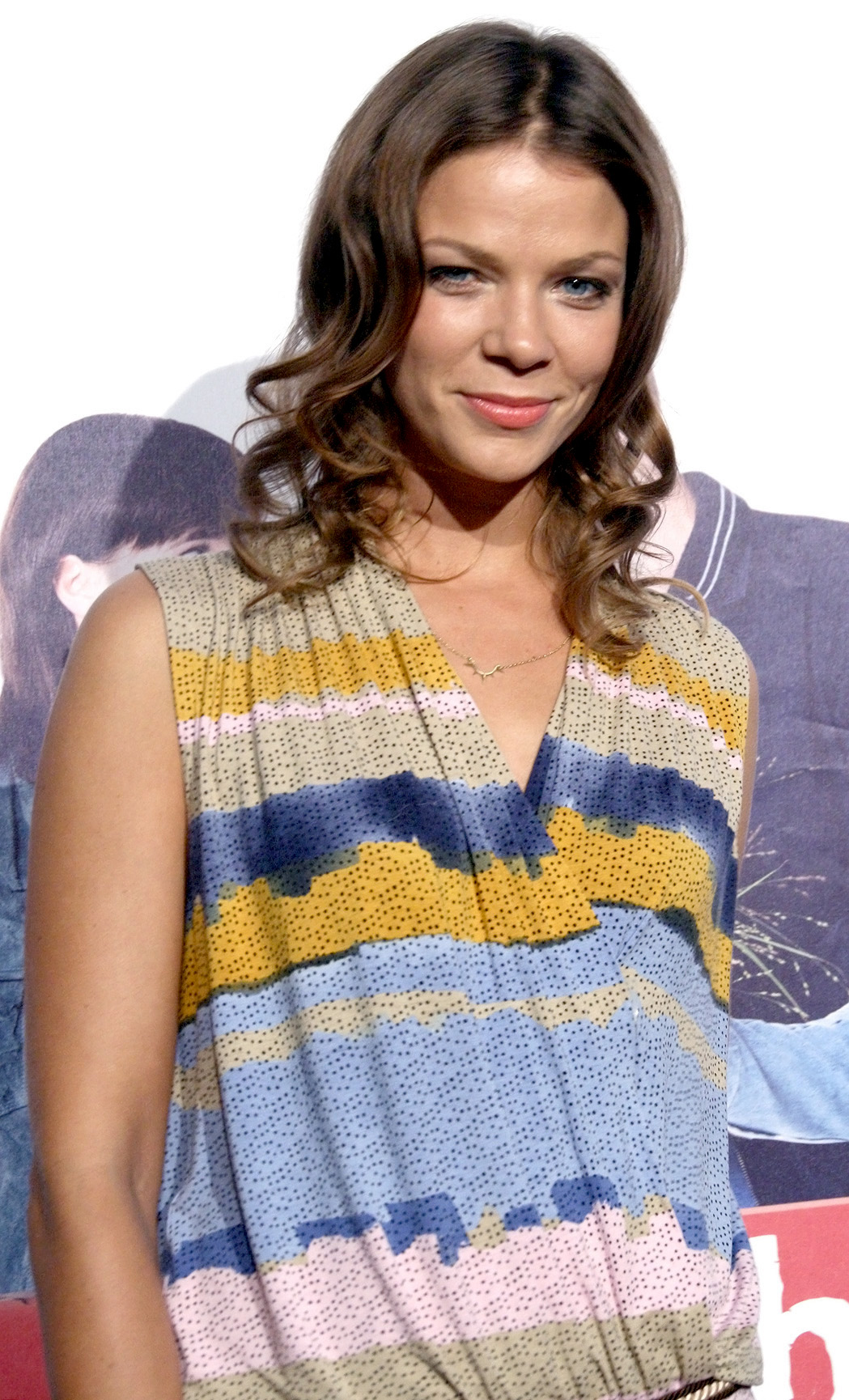
Jessica Schwarz (* 1977)

- 1977: Jessica Schwarz, deutsche Schauspielerin
- 1978: Santiago Cabrera, venezolanischer Filmschauspieler
- 1978: Ola Gjeilo, norwegischer Pianist und Komponist
- 1979: Chris Buncombe, britischer Automobilrennfahrer
- 1979: Silva Gonzalez, deutscher Sänger, Schauspieler und Entertainer
- 1979: Vince Grella, australischer Fußballspieler
- 1979: Cedric van der Gun, niederländischer Fußballspieler
- 1980: Silvan Aegerter, Schweizer Fußballspieler
- 1980: Yossi Benayoun, israelischer Fußballspieler
- 1980: Julia Kleiter, deutsche Opern- und Konzertsängerin
- 1980: Rebecca Rudolph, deutsche Schauspielerin
- 1981: Craig David, britischer Musiker
- 1981: Mariano González, argentinischer Fußballspieler
- 1982: Paweł Abbott, polnischer Fußballspieler
- 1982: Velibor Đurić, bosnisch-herzegowinischer Fußballspieler
- 1982: Gunnar Jeannette, US-amerikanischer Automobilrennfahrer
- 1982: Sándor Torghelle, ungarischer Fußballspieler
- 1984: Chris Birchall, Fußballspieler aus Trinidad und Tobago
- 1984: Alexander Laas, deutscher Fußballspieler
- 1984: Emanuele Giaccherini, italienischer Fußballspieler
- 1985: Tsepo Masilela, südafrikanischer Fußballspieler
- 1985: David Witteveen, österreichischer Fußballspieler
- 1986: Alexandrina Cabral Barbosa, spanische Handballspielerin
- 1986: Yannick Djaló, portugiesischer Fußballspieler
- 1986: Lilli Hollunder, deutsche Schauspielerin
- 1986: Tinja-Riikka Korpela, finnische Fußballspielerin
- 1986: Fabienne Louves, Schweizer Popsängerin
- 1987: Jekaterina Borissowna Bukina, russische Ringerin
- 1987: Marija Šestić, bosnische Sängerin

- 1988: Adele, britische Sängerin

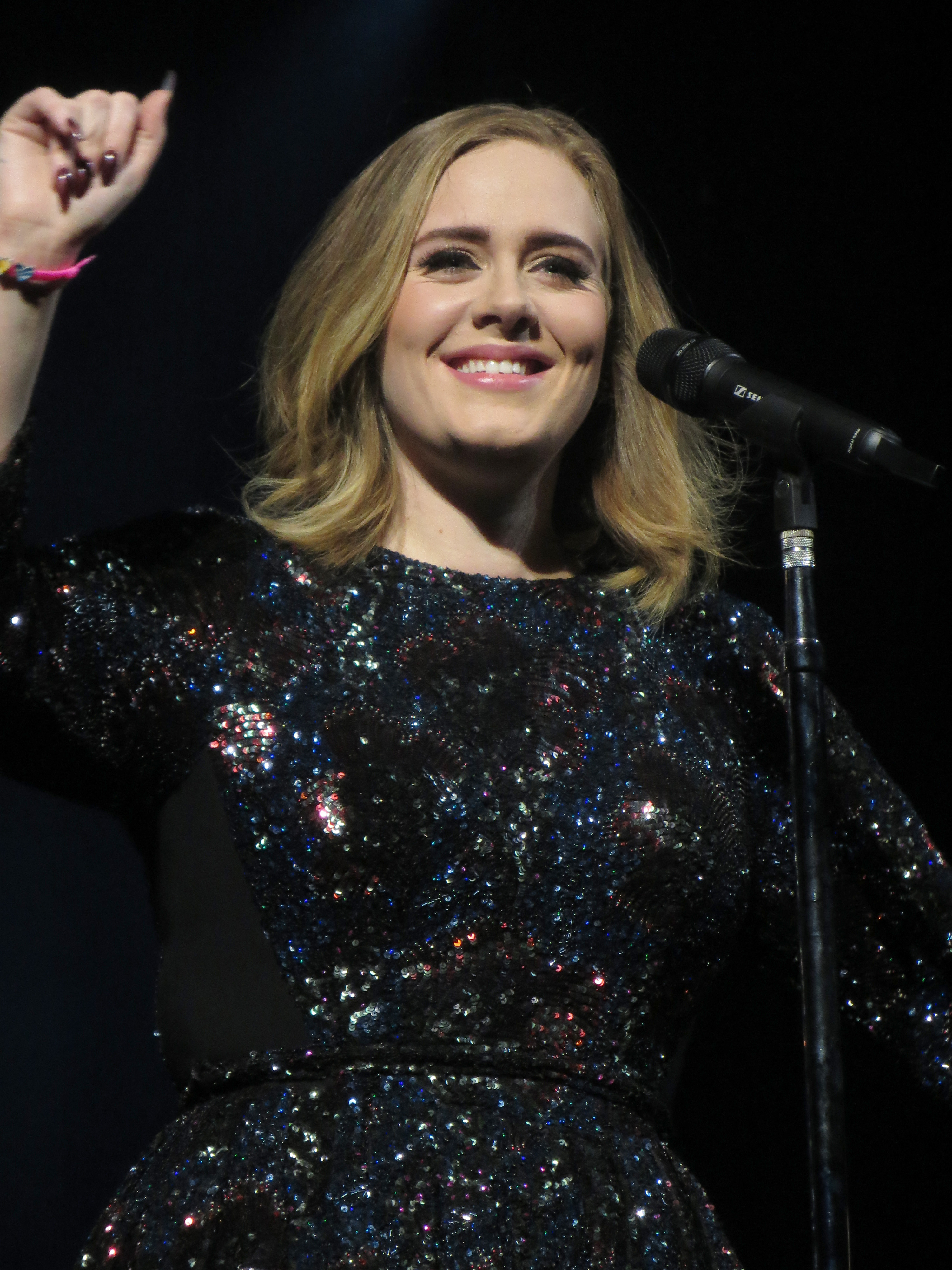
Adele (* 1988)

- 1988: Skye Sweetnam, kanadische Rocksängerin
- 1988: Vítor Faverani, brasilianischer Basketballspieler
- 1989: Chris Brown, US-amerikanischer R&B-Sänger
- 1989: Michael Espendiller, deutscher Mathematiker und Politiker
- 1989: Eric Hoffmann, deutscher Handballspieler
- 1989: Mohd Zamani Mustaruddin, malaysischer Bahn- und Straßenradrennfahrer
- 1990: Joanna Semmelrogge, deutsche Schauspielerin
- 1990: Martine Smeets, niederländische Handballspielerin
- 1991: Andrea Klikovac, montenegrinische Handballspielerin
- 1991: Anna Kowalenko, ukrainische Politikerin, Journalistin und Aktivistin
- 1991: Robin de Kruijf, niederländische Volleyballspielerin
- 1992: Miss Monique, ukrainische DJ und Musikproduzentin
- 1992: Daniel Lindenschmid, deutscher Politiker
- 1993: Katharina Kleinfeldt, deutsche Sportjournalistin und Fernsehmoderatorin
- 1993: Francine Niyonsaba, burundische Leichtathletin
- 1994: Mattia Caldara, italienischer Fußballspieler
- 1994: Dennis Srbeny, deutscher Fußballspieler
- 1994: Hafizh Syahrin, malaiischer Motorradrennfahrer
- 1995: Raman Pratassewitsch, weißrussischer oppositioneller Blogger
- 1996: Jai Hindley, australischer Radrennfahrer
- 1997: Daniel Staniszewski, polnischer Radsportler
- 1997: Adam Warner, englischer Dartspieler
- 1998: Kevin Doets, niederländischer Dartspieler
- 1998: Aryna Sabalenka, weißrussische Tennisspielerin

### 21. Jahrhundert
- 2003: Carlos Alcaraz, spanischer Tennisspieler
- 2003: Yūma Kagiyama, japanischer Eiskunstläufer
- 2006: Julien Duranville, belgischer Fußballspieler

## Gestorben

### Vor dem 16. Jahrhundert

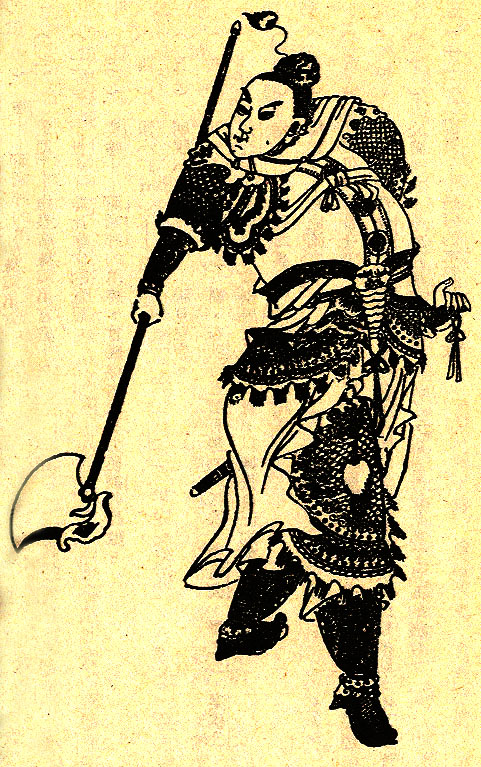
Sun Ce († 200)

- 0200: Sun Ce, chinesischer Kriegsherr
- 0962: Amelung, Bischof von Verden
- 0969: Gerberga, französische Königin
- 1038: Godehard von Hildesheim (St. Gotthard), Abt, Bischof
- 1061: Humbert von Silva Candida, Theologe, Kardinal und Benediktiner
- 1079: Eberhard, Bischof von Naumburg
- 1137: Asker, Erzbischof von Lund
- 1194: Kasimir II., polnischer Herzog
- 1198: Sophia von Minsk, Königin von Dänemark
- 1237: Fujiwara no Ietaka, japanischer Waka-Dichter
- 1257: Håkon Håkonsson unge, norwegischer König
- 1260: Jutta von Sangerhausen, deutsche Adelige, Wohltäterin und Einsiedlerin
- 1306: Konstantin Palaiologos Porphyrogennetos, byzantinischer Prinz und General
- 1310: Siegfried II. von Querfurt, Bischof von Hildesheim
- 1337: Margaret Mortimer, englische Adelige
- 1344: Johann Clare, Bischof von Samland
- 1375: Johannes von Hildesheim, Karmelit und Prior des Klosters Marienau bei Hameln
- 1377: Matilda of Lancaster, englische Adelige
- 1401: Emecho II. von Cochem, deutscher Benediktiner und Abt in Brauweiler
- 1426: Efrem von Nea Makri, griechischer Heiliger
- 1432: Francesco Bussone da Carmagnola, italienischer Feldherr
- 1434: Dietrich Engelhus, deutscher Lehrer und Autor
- 1434: Johannes Rothe, deutscher Stadtschreiber, Kanoniker, Historiker und Autor
- 1459: Anton von Rotenhan, Bischof von Bamberg

### 16. bis 18. Jahrhundert

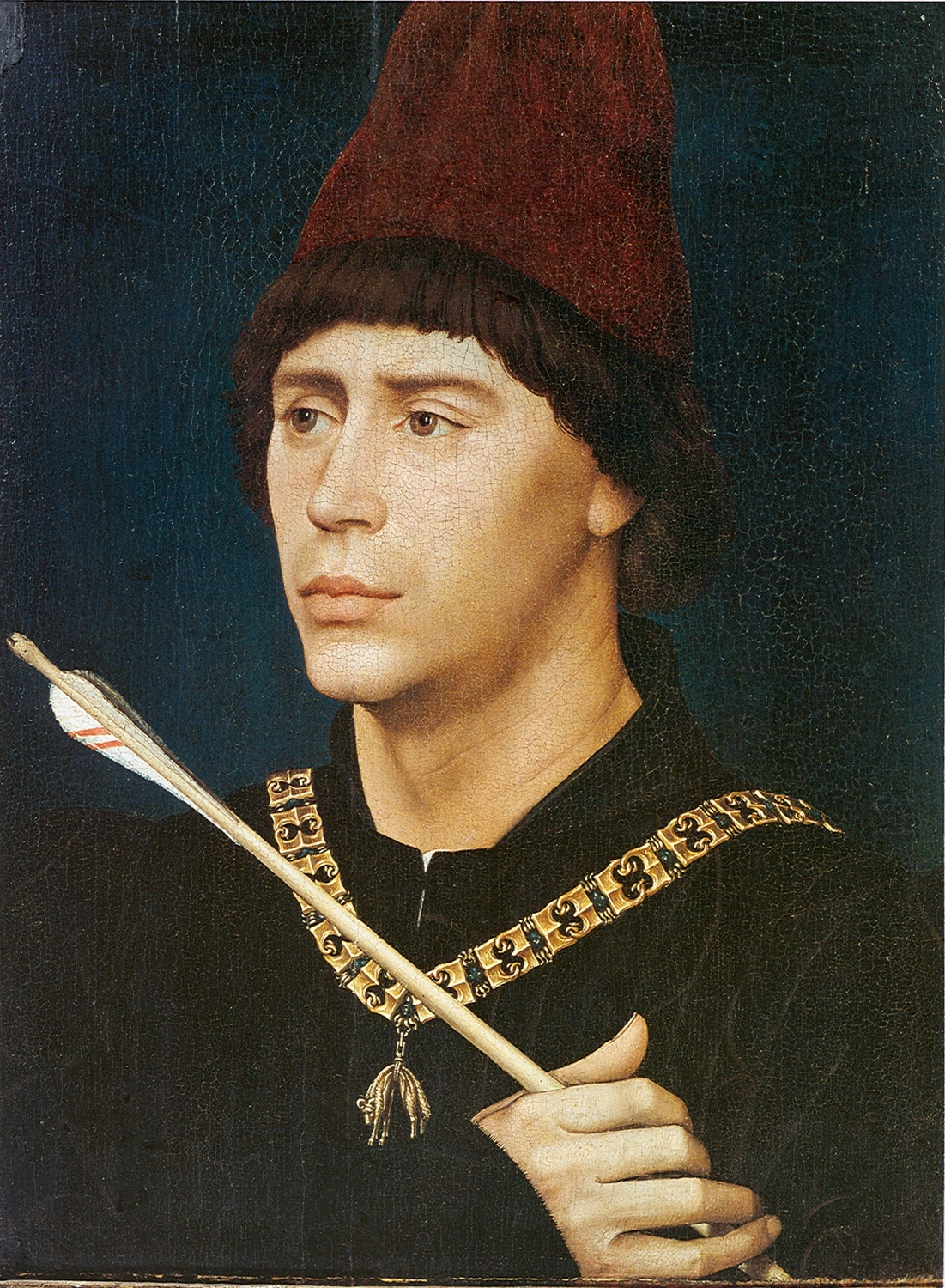
Anton (* 1504)

- 1504: Anton, unehelicher Sohn von Philipp III., Herzog von Burgund
- 1525: Friedrich III., Kurfürst von Sachsen
- 1532: Philipp Adler, Augsburger Kaufmann
- 1553: Erasmus Alberus, deutscher Theologe, Reformator und Dichter
- 1556: William Stafford, englischer Adeliger
- 1565: Munjeong, Königin und Regentin des koreanischen Joseon-Reichs
- 1572: Margaret Erskine, schottische Adelige
- 1582: Charlotte de Bourbon-Montpensier, Fürstin von Oranien
- 1586: Henry Sidney, englischer Politiker und Lord Deputy of Ireland
- 1601: Jakob Willemsz. Delff, holländischer Kupferstecher und Maler
- 1603: Stephan Praetorius, deutscher lutherischer Theologe und Erbauungsschriftsteller
- 1604: Claudio Merulo, italienischer Komponist und Organist
- 1609: Stephan I. Illésházy, Palatin von Ungarn
- 1612: Leonhard I. von Taxis, Brüsseler Generalpostmeister
- 1618: Jacques-Davy Duperron, französischer Kardinal, Dichter und Diplomat
- 1622: Laurentius Nicolai Norvegus, norwegischer Jesuitenpater
- 1629: Szymon Szymonowic, polnischer Dichter und Dramatiker
- 1636: Tobias Hübner, Kammer- und Justizrat des Fürsten Johann Kasimir
- 1640: Otto Brüggemann, deutscher Kaufmann
- 1652: Philipp Wilhelm von Innhausen und Knyphausen, ostfriesischer Kommunalpolitiker

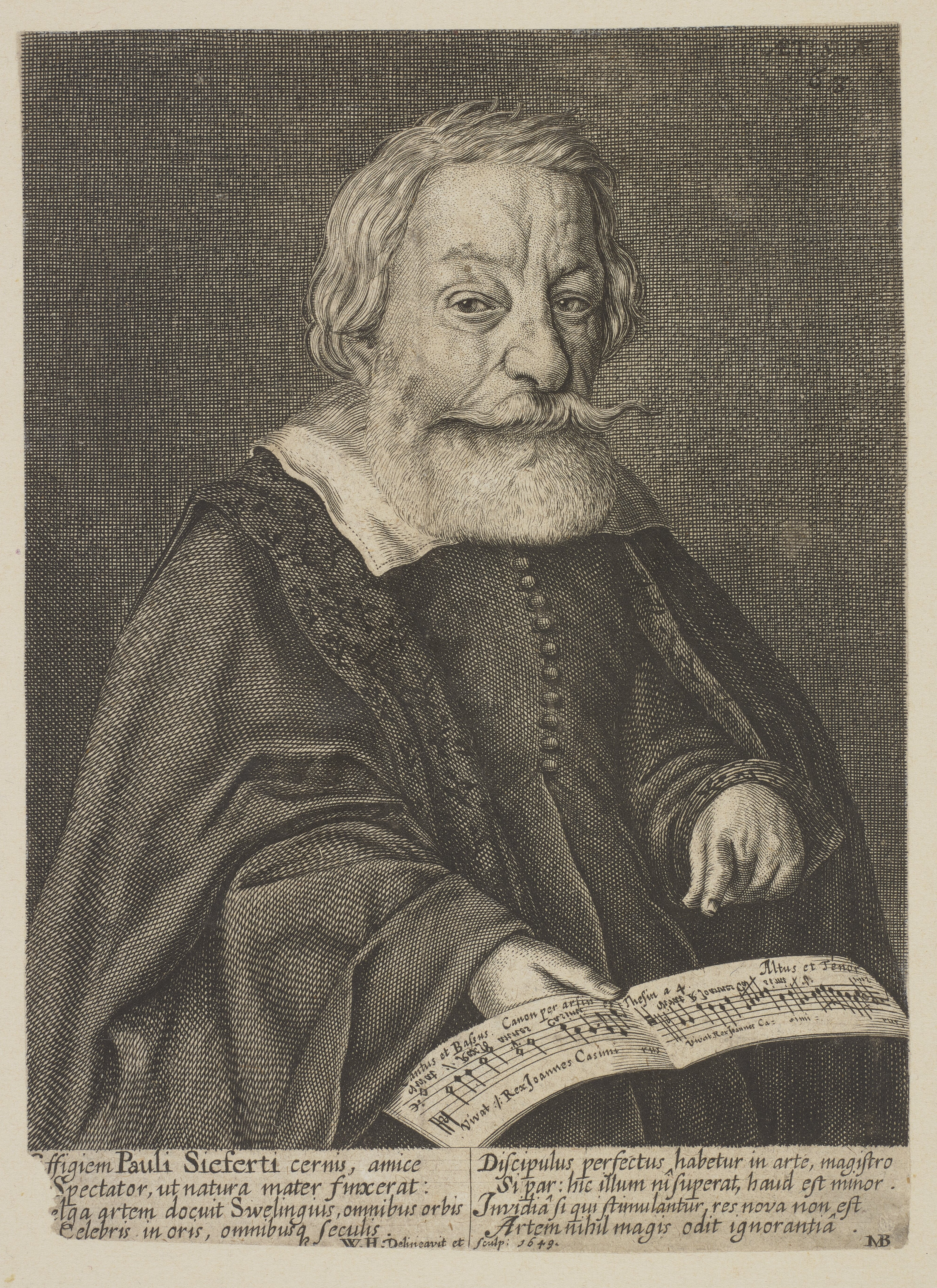
Paul Seifert (* 1666)

- 1666: Paul Siefert, deutscher Organist und Komponist
- 1670: François-Annibal d’Estrées, französischer Diplomat, Heerführer und Marschall von Frankreich
- 1672: Samuel Cooper, englischer Miniaturmaler
- 1682: Nishiyama Sōin, japanischer Dichter
- 1700: Christian Eltester, brandenburgischer Architekt, Ingenieur und Zeichner
- 1705: Ernst Glück, deutscher Theologe und Bibelübersetzer
- 1705: Leopold I., Kaiser des Heiligen Römischen Reiches
- 1706: Friedrich Christian von Plettenberg, Fürstbischof von Münster
- 1713: Heinrich Andreas Lohe, deutscher Maler
- 1714: Christian Maximilian Spener, deutscher Mediziner, Heraldiker und Genealoge
- 1716: Paolo Pagani, italienischer Maler
- 1720: Giovanni Agostino Cassana, italienischer Maler
- 1731: Daniel Defoe, britischer Schriftsteller und Journalist
- 1733: Johann Baptist von Roll, Komtur des Deutschen Ordens
- 1741: Eleonore Elisabeth Amalia Magdalena von Lobkowitz, Fürstin zu Schwarzenberg
- 1742: Elisabetta Pilotti, italienische Sängerin (Sopran), Händel-Interpretin
- 1743: Dorothea Maria Graff, deutsche Blumen- und Insektenmalerin
- 1756: Johann Heinrich Hartung, deutscher Verleger und Druckereibesitzer in Königsberg
- 1759: Anton Dorazil, böhmischer Bildhauer
- 1765: August Friedrich Graun, deutscher Kantor und Komponist
- 1766: Jean Astruc, französischer Arzt, Professor der Medizin, Naturforscher und Begründer der modernen Bibelkritik des Pentateuchs
- 1769: Carl Gottfried Bastineller, preußischer Geheimer Oberrechnungsrat und Geheimer Kriegs- und Domänenrat
- 1769: Alessandro Galli da Bibiena, italienischer Architekt
- 1775: Karl Joseph Riepp, deutscher Orgelbauer
- 1785: Franz Xaver Schnizer, deutscher Komponist und Organist
- 1796: Adolph Knigge, deutscher Aufklärer und Schriftsteller

### 19. Jahrhundert
- 1804: Johann Christoph Martini, deutscher evangelischer Geistlicher und Kirchenhistoriker
- 1808: David Gilly, deutscher Architekt und Baumeister in Preußen
- 1809: Berek Joselewicz, jüdischer Oberst der polnischen Armee
- 1811: Robert Mylne, schottischer Architekt
- 1812: August Christian Friedrich, Herzog von Anhalt-Köthen
- 1812: Nivard Schlimbach, deutscher Zisterzienser-Abt
- 1813: Georg Friedrich von Kall, preußischer Offizier
- 1817: Johann Heinrich Lips, Schweizer Kupferstecher

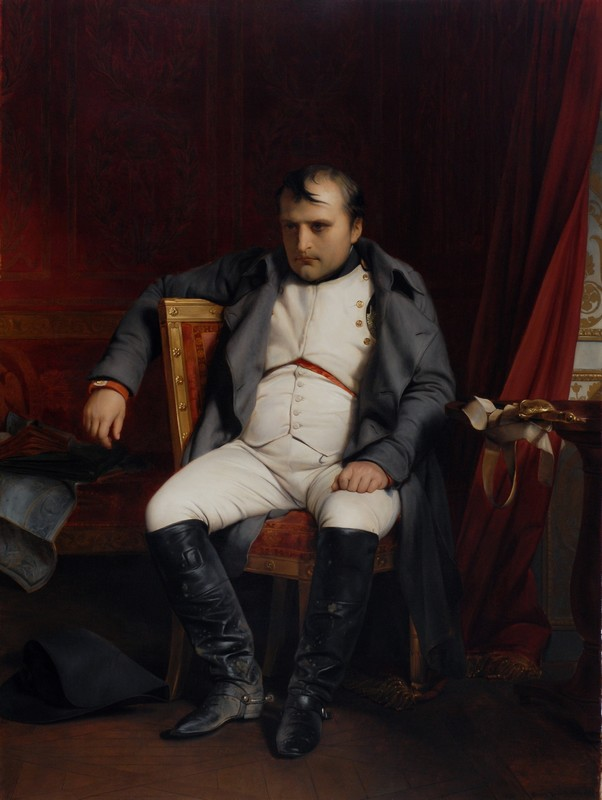
Napoléon Bonaparte († 1821)

- 1821: Napoleon Bonaparte, französischer General, Staatsmann und Kaiser
- 1822: Schack Hermann Ewald, deutscher Hofbeamter und Publizist
- 1827: Friedrich August I., Kurfürst und König von Sachsen
- 1837: Niccolò Antonio Zingarelli, italienischer Komponist
- 1838: Johann Baptist Heinrich, deutscher Politiker und Oberbürgermeister von Mainz
- 1839: Eduard Gans, deutscher Jurist, Rechtsphilosoph und Historiker
- 1845: Georg von Hofmann, österreichischer Dramatiker und Librettist
- 1852: Hadschi Murat, Führer im Widerstandskampf der nordkaukasischen Völker gegen die russischen Besatzer
- 1855: Seabury Ford, US-amerikanischer Politiker
- 1859: Peter Gustav Lejeune Dirichlet, deutscher Mathematiker
- 1860: Nikolaus Nack, deutscher Kaufmann und Politiker
- 1869: Samuel Arnold, US-amerikanischer Politiker
- 1878: Joseph Anton Bohl, deutscher Orgelbauer
- 1879: Isaac Butt, irischer Rechtsanwalt, Wirtschaftswissenschaftler und Politiker
- 1879: Alejandro Ciccarelli, italienisch-chilenischer Maler
- 1881: Ansel Briggs, US-amerikanischer Politiker

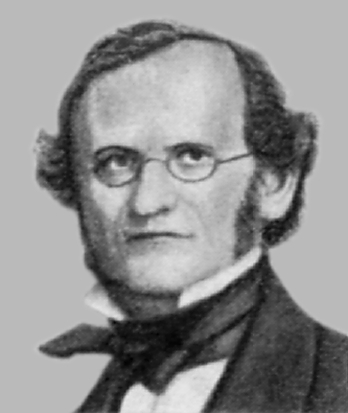
Adalbert Kuhn († 1881)

- 1881: Adalbert Kuhn, deutscher Indogermanist und Mythologe
- 1881: Francesc Sans i Cabot, katalanischer Maler
- 1882: Johann Zeh, österreichischer Ingenieur
- 1883: Eva Gonzalès, französische Malerin des Impressionismus
- 1885: Lauro Rossi, italienischer Komponist
- 1886: Louis Vautrey, Schweizer römisch-katholischer Geistlicher und Historiker
- 1892: August Wilhelm von Hofmann, deutscher Chemiker
- 1892: Jan Nepomuk Škroup, tschechischer Komponist
- 1896: Silas Adams, US-amerikanischer Politiker, Mitglied des US-Repräsentantenhauses für Kentucky
- 1897: James Theodore Bent, britischer Reisender und Archäologe

### 20. Jahrhundert

#### 1901–1950

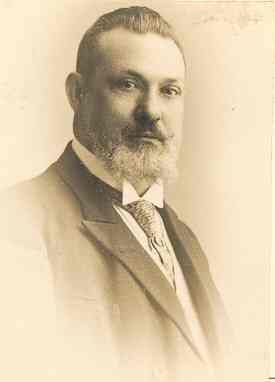
Barros Queirós († 1925)

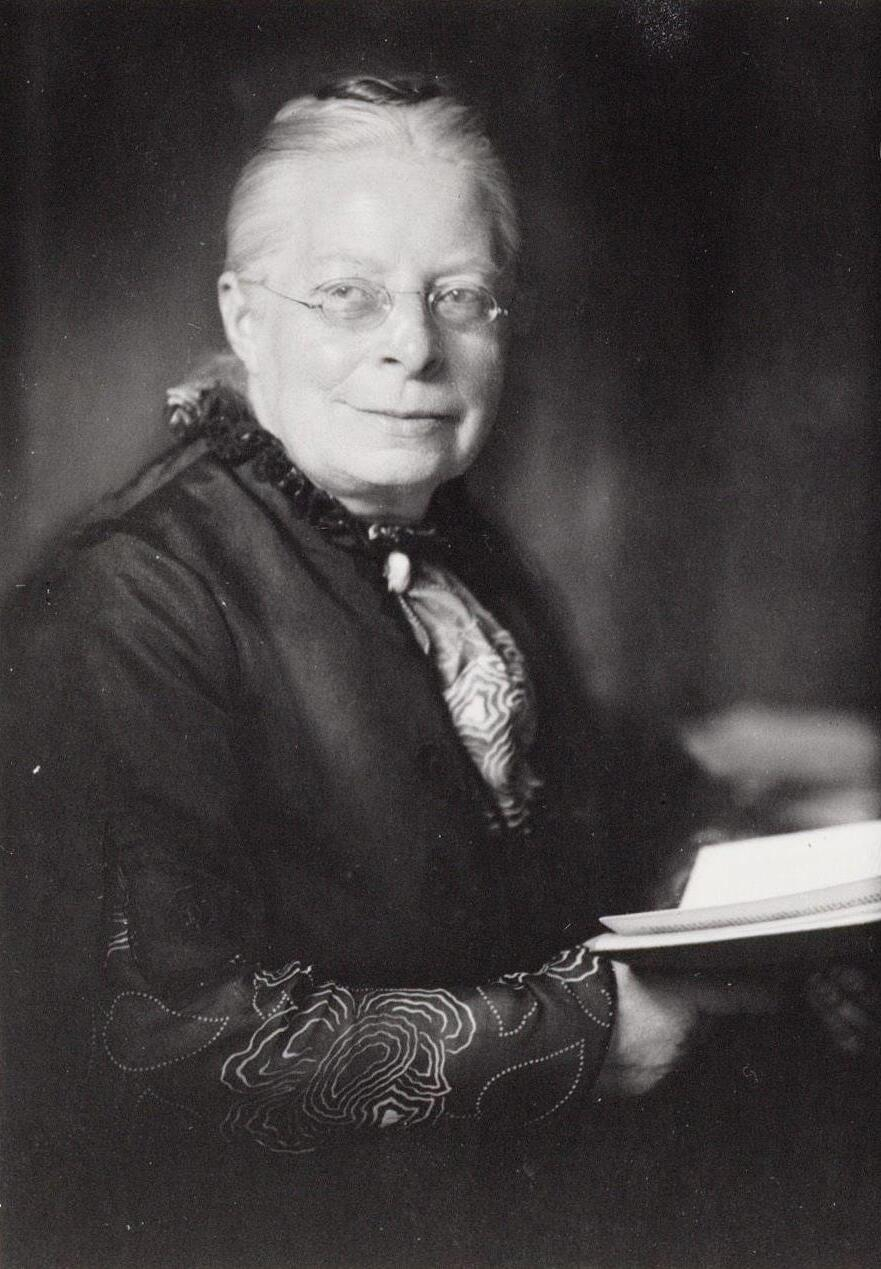
Catharine van Tussenbroek († 1925)

- 1901: Mariano Ignacio Prado, peruanischer Staatspräsident
- 1902: Amancio Alcorta, argentinischer Politiker und Rechtswissenschaftler
- 1902: Bret Harte, US-amerikanischer Schriftsteller
- 1904: Mór Jókai, ungarischer Schriftsteller und Journalist
- 1904: Emma Mampe-Babnigg, österreichische Opernsängerin (Sopran) und Gesangspädagogin
- 1911: Andreas August Carl Hermann Auleb, deutscher Jurist, Autor und Politiker
- 1911: Aristide Delannoy, französischer Zeichner
- 1911: Gustav Haarmann, deutscher Politiker
- 1915: Sigmund Aschrott, deutscher Industrieller und Städtebauer
- 1917: Richard Leopold Oskar Anders, deutscher Bildhauer und Hochschullehrer
- 1918: Adolf Philippi, deutscher klassischer Philologe und Kunsthistoriker
- 1923: Rosario de Acuña, spanische Schriftstellerin
- 1925ː Aenny Loewenstein, deutsche Malerin
- 1925: Tomé José de Barros Queirós, portugiesischer Finanzminister und Ministerpräsident
- 1925ː Catharine van Tussenbroek, Niederländische Medizinerin und Autorin, erste Gynäkologin der Niederlande
- 1926: Franz von Soxhlet, deutscher Agrikulturchemiker

Franziska Tiburtius († 1927)

- 1927: Franziska Tiburtius, deutsche Ärztin und Frauenrechtlerin
- 1927: Nathan Stein, deutscher Richter, erster jüdischer Gerichtspräsident
- 1930: Otto Nußbaumer, österreichischer Physiker und Rundfunkpionier
- 1931: Glen Kidston, britischer Automobilrennfahrer
- 1931: Benoit Oppenheim, deutscher Bankier
- 1932: Richard Hallgarten, deutscher Maler
- 1932: Gustav Weindorfer, österreichisch-australischer Farmer, Naturforscher, Resortbetreiber und Ranger
- 1933: Stephan Kekule von Stradonitz, deutscher Jurist und Privatgelehrter, Genealoge
- 1934: Nakamura Kenkichi, japanischer Lyriker
- 1934ː Emma Simon, deutsche Schriftstellerin
- 1935: Robert Battagliola, französischer Automobilrennfahrer
- 1936: Eva von der Osten, deutsche Sängerin
- 1937: Willem Alberda van Ekenstein, niederländischer Chemiker
- 1940: Georg Graf von Arco, deutscher Physiker
- 1940: Willi Schlage, deutscher Schachspieler
- 1941: Ludwig Arntz, deutscher Architekt, Denkmalpfleger und Dombaumeister

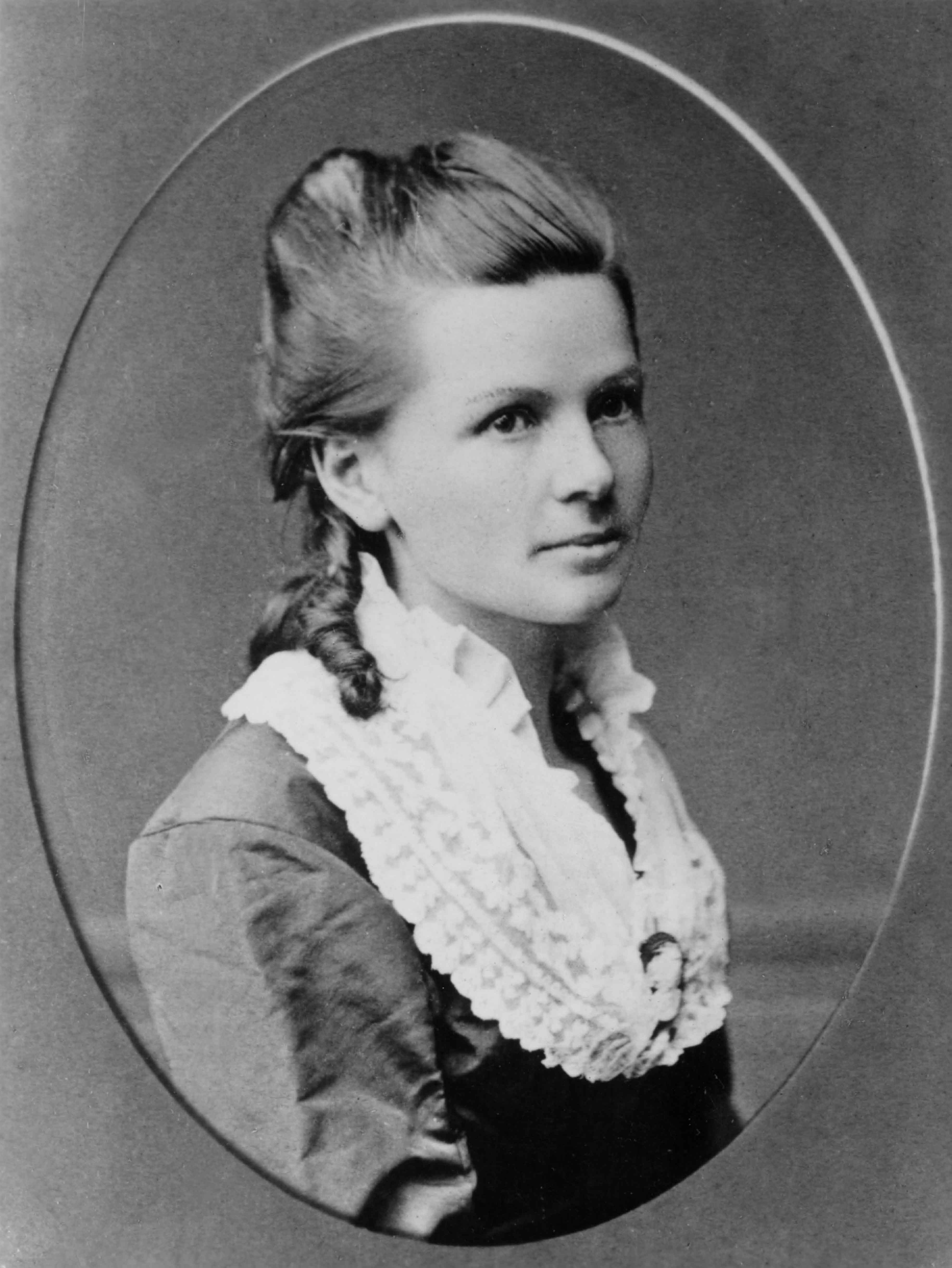
Bertha Benz († 1944)

- 1944: Bertha Benz, deutsche Automobilpionierin, Ehefrau von Carl Benz
- 1945: Franz Hofer, deutscher Filmregisseur
- 1946: Lothar König, deutscher Jesuit, Widerständler gegen den Nationalsozialismus
- 1949: Carlo Felice Trossi, italienischer Automobilrennfahrer

#### 1951–2000
- 1951: John Flynn, australischer Theologe
- 1952: Hans Adolf von Arenstorff, deutscher Generalmajor und Rittergutsbesitzer
- 1952: Alberto Savinio, italienischer Schriftsteller und Maler
- 1954: Franz Aubell, österreichischer Geodät
- 1954: Henri Laurens, französischer Bildhauer und Zeichner
- 1955: Anna Petrowna Ostroumowa-Lebedewa, russische bzw. sowjetische Malerin
- 1957: Michail Fabianowitsch Gnessin, russischer Komponist
- 1958: Otto Abetz, deutscher Kunstlehrer und Diplomat
- 1958: James Branch Cabell, US-amerikanischer Schriftsteller

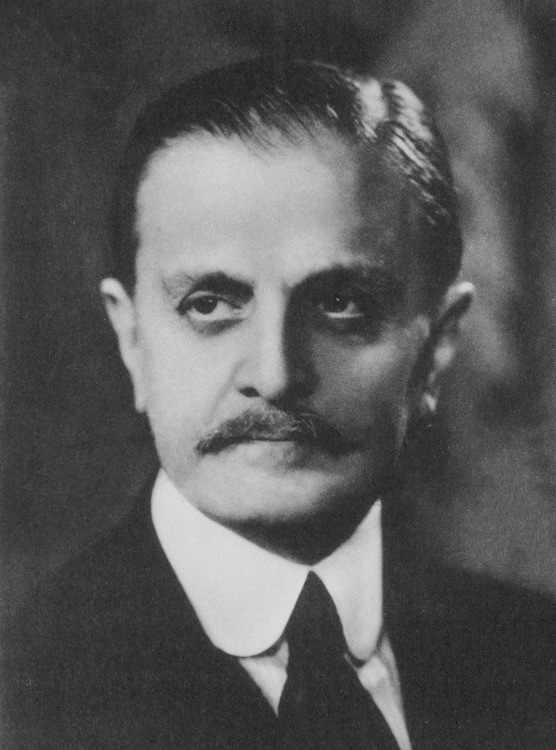
Carlos Saavedra Lamas († 1959)

- 1959: Carlos Saavedra Lamas, argentinischer Politiker, Nobelpreisträger
- 1960: Sulho Ranta, finnischer Komponist
- 1961: Klaus Conrad, deutscher Neurologe und Psychiater
- 1961: Alexander MacMillan, kanadischer presbyterianischer Pfarrer und Hymnologe
- 1964: Alexander Pawlowitz, österreichischer Porträt-, Landschafts- und Kriegsmaler
- 1965: Gene Anderson, britische Schauspielerin
- 1965: Otto Kneipp, deutscher Politiker
- 1966: Gabriel del Orbe, dominikanischer Geiger
- 1966: Chit Phumisak, thailändischer Intellektueller und Autor
- 1967: Jean Laroche, französischer Automobilrennfahrer
- 1968: Louis Decaroli, französischer Automobilrennfahrer
- 1971ː Ingrid Reschke, deutsche Filmregisseurin
- 1972: Reverend Gary Davis, US-amerikanischer Blues-Gitarrist
- 1972: Christian Schneider, deutscher Chemiker, Industrie-Manager und Wehrwirtschaftsführer
- 1972ː Nelly Schreiber-Favre, Schweizer Juristin und Frauenrechtlerin
- 1973: Helmut Bazille, deutscher Politiker, MdB
- 1977: Sonja Åkesson, schwedische Schriftstellerin und Künstlerin

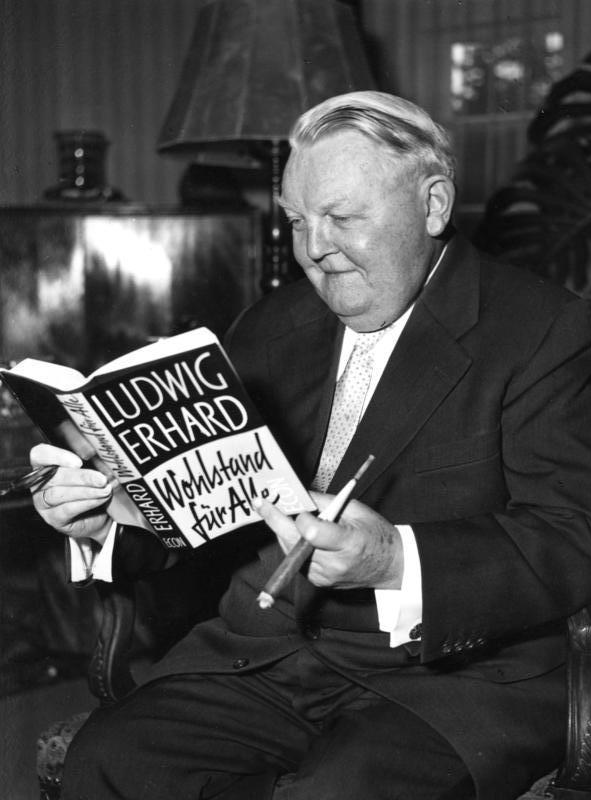
Ludwig Erhard († 1977)

- 1977: Ludwig Erhard, deutscher Politiker, MdB, Bundesminister, Bundeskanzler
- 1977: Sam Lanin, US-amerikanischer Jazz-Musiker
- 1977: Julián Soler, mexikanischer Schauspieler und Regisseur
- 1978: Ján Móry, slowakischer Komponist
- 1979: Rudolf Pfeiffer, deutscher Altphilologe
- 1980: Siegfried Böhm, Minister der Finanzen der DDR
- 1981: Bobby Sands, nordirisches Mitglied der IRA, Unterhausabgeordneter
- 1982: Irmgard Keun, deutsche Schriftstellerin und Schauspielerin
- 1982: Ingeborg Sello, deutsche Fotografin und Kunstkritikerin
- 1983: Edwin Ross Adair, US-amerikanischer Politiker
- 1983: Richard Hofmann, deutscher Fußballspieler
- 1983: John Williams, britischer Schauspieler
- 1984: Just Göbel, niederländischer Fußballspieler
- 1985: Carter Brown, australischer Kriminalautor
- 1986: Ruy Coelho, portugiesischer Pianist, Komponist und Dirigent

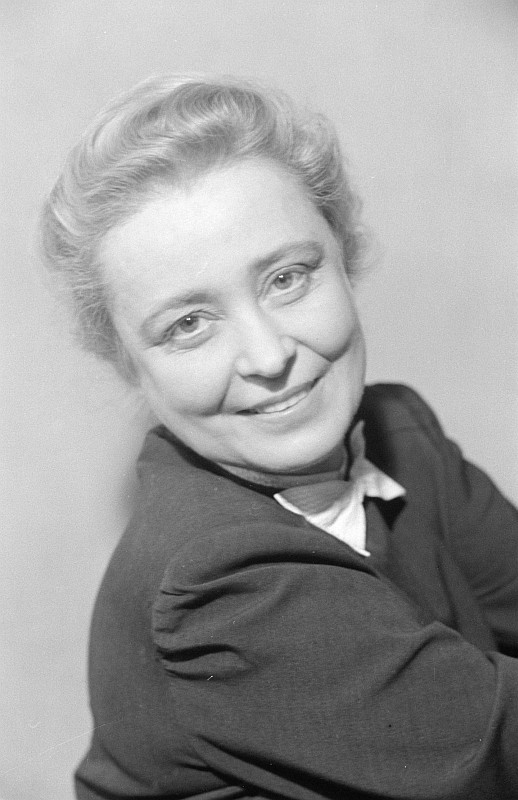
Käthe Haack († 1986)

- 1986: Käthe Haack, deutsche Schauspielerin
- 1987: Joseph Ackermann, Schweizer Politiker
- 1987: Gilles Boizard, französischer Komponist
- 1988: Billo Frómeta, dominikanischer Musiker und Dirigent
- 1989: Hermann Hölter, deutscher Generalleutnant
- 1989: Wolfgang Neuss, deutscher Kabarettist und Schauspieler
- 1990: Henning von Arnim, deutscher Oberfinanzpräsident
- 1990: Walter Bruch, deutscher Elektrotechniker, Pionier des deutschen Fernsehens, Entwickler des PAL-Farbfernsehsystem
- 1990: Kurt Gregor, Minister für Außenhandel und Innerdeutschen Handel der DDR
- 1991: Hermann Kopf, deutscher Politiker, MdB
- 1992: Edmondo Amati, italienischer Filmproduzent
- 1993: George William Ahr, US-amerikanischer Bischof
- 1993: Witali Michailowitsch Bujanowski, russischer Hornist, Musikprofessor und Komponist

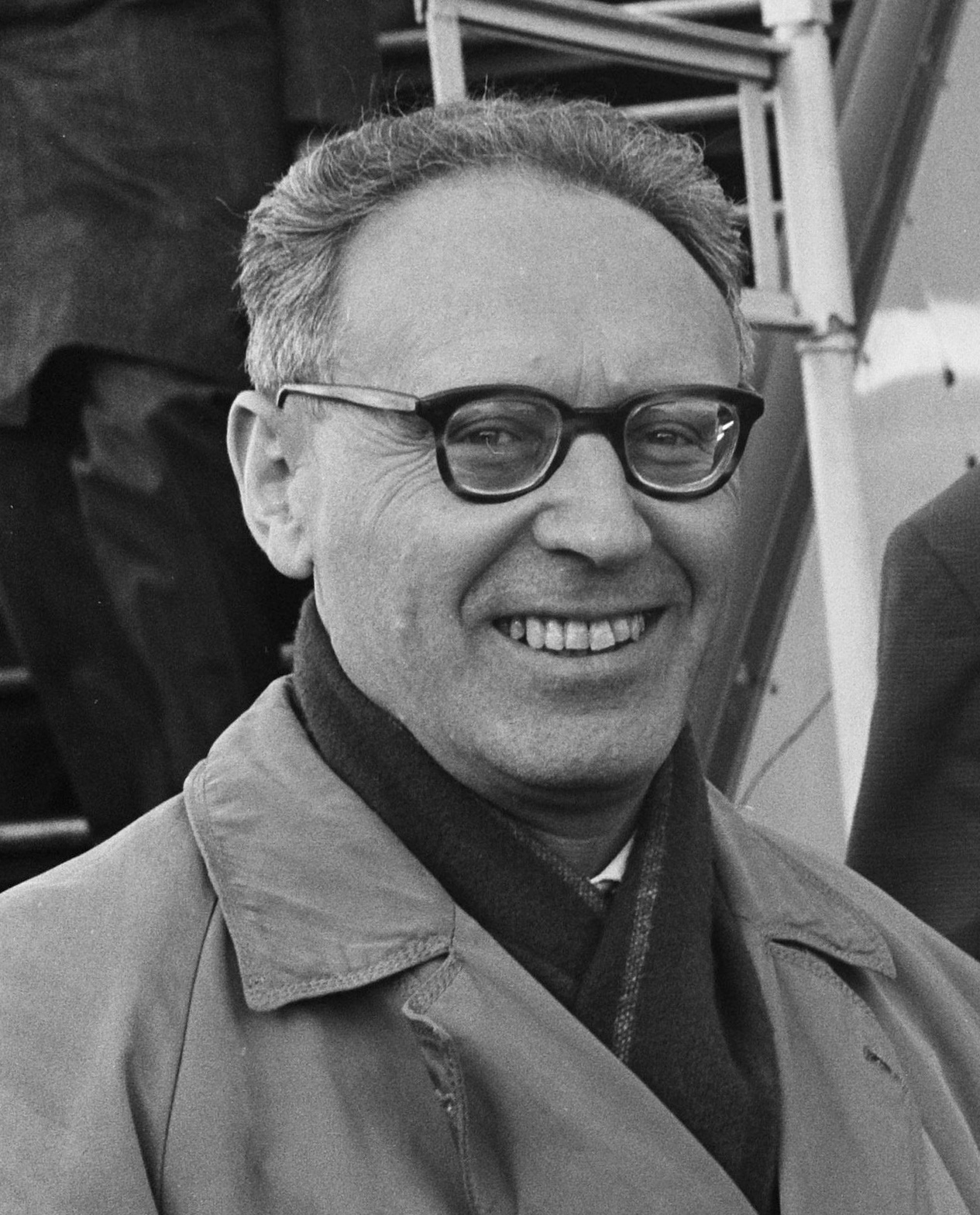
Michail Botwinnik († 1995)

- 1995: Michail Moissejewitsch Botwinnik, russischer Schachspieler
- 1996: Ai Qing, chinesischer Dichter und Maler
- 1996: Salli Terri, US-amerikanische Sängerin und Gesangspädagogin
- 1997: Karl Lottes, deutscher Motorradrennfahrer
- 1997: Tolia Nikiprowetzky, russischer Komponist
- 2000: Edward Ashley, australischer Schauspieler
- 2000: Gino Bartali, italienischer Radrennfahrer
- 2000: Witalij Hubarenko, ukrainischer Komponist
- 2000ː Elly-Viola Nahmmacher, deutsche Bildhauerin

### 21. Jahrhundert
- 2001: Ursula de Boor, deutsche Ärztin und Widerstandskämpferin gegen den Nationalsozialismus
- 2001: Boozoo Chavis, US-amerikanischer Musiker
- 2001: Bill Homeier, US-amerikanischer Automobilrennfahrer
- 2002: Hans-Günther Assel, deutscher Politikwissenschaftler
- 2002: Hugo Banzer Suárez, bolivianischer Staatspräsident
- 2002: Čestmír Vycpálek, tschechischer Fußballspieler und -trainer
- 2003: David Lewin, US-amerikanischer Musiktheoretiker, Musikwissenschaftler, Pianist und Komponist
- 2003: Walter Sisulu, südafrikanischer Politiker und Antiapartheid-Kämpfer
- 2004: Werner Sanß, deutscher Theologe und Friedensaktivist

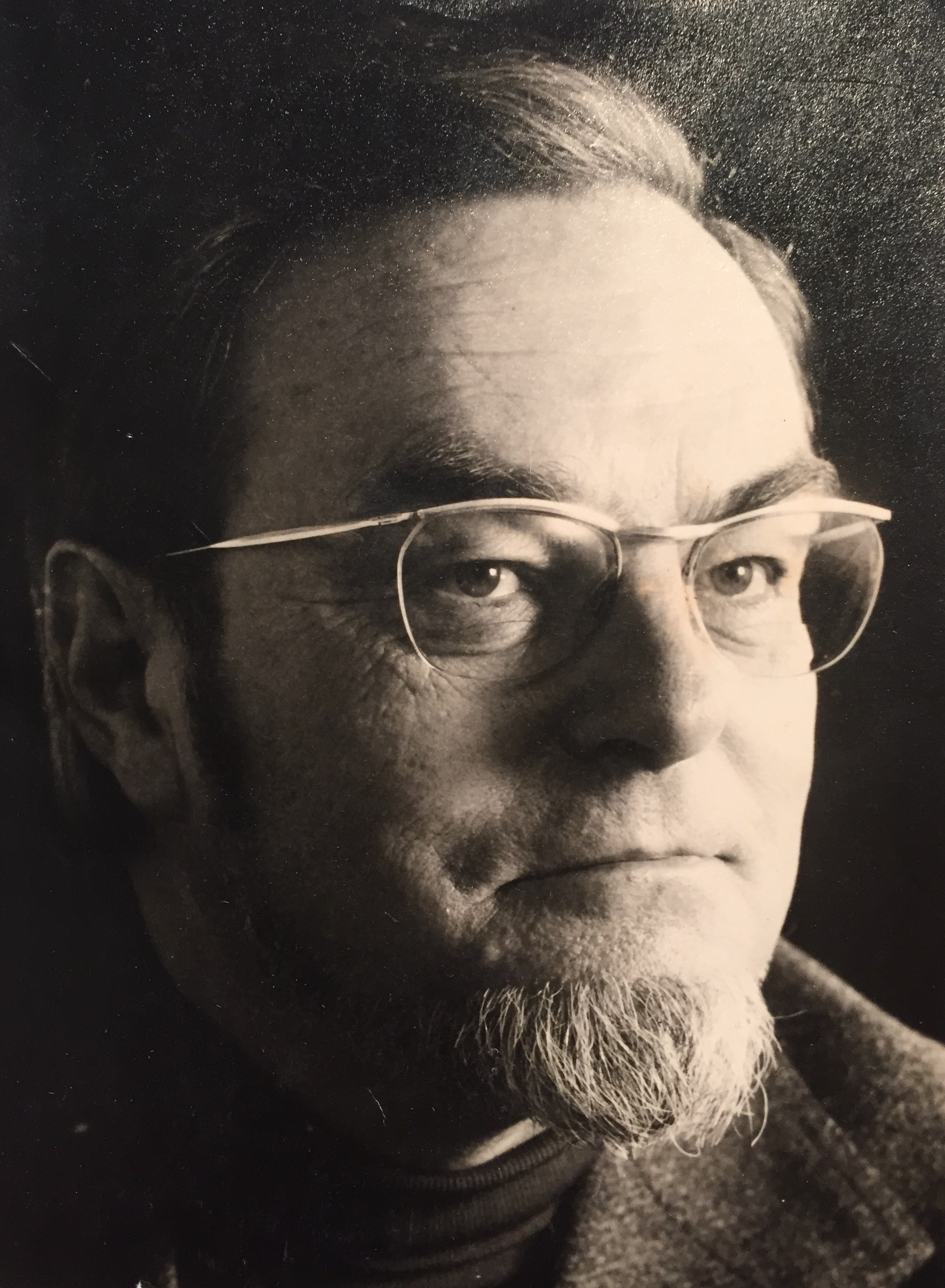
Hans Scheuerl († 2004)

- 2004: Hans Scheuerl, deutscher Professor der Erziehungswissenschaft
- 2005: Christian Speck, Schweizer Politiker
- 2006: Barbara Beyenka, US-amerikanische Theologin, Übersetzerin und Schriftstellerin
- 2006: Štěpán Lucký, tschechoslowakischer Komponist und Musikwissenschaftler
- 2006: Franz-Josef Steffens, deutscher Schauspieler
- 2007: Theodore Maiman, US-amerikanischer Physiker, Erfinder des Lasers
- 2007: Gusti Wolf, österreichische Schauspielerin
- 2008: Jerry Wallace, US-amerikanischer Pop- und Country-Sänger
- 2010: Giulietta Simionato, italienische Opernsängerin
- 2010: Umaru Yar’Adua, nigerianischer Staatspräsident
- 2011: Claude Stanley Choules, britischer Veteran des Ersten Weltkriegs
- 2011: Arthur Laurents, US-amerikanischer Autor
- 2011: Dana Wynter, britische Schauspielerin
- 2012: George Knobel, niederländischer Fußballspieler und -trainer
- 2012: Andy Töfferl, österreichischer Musiker

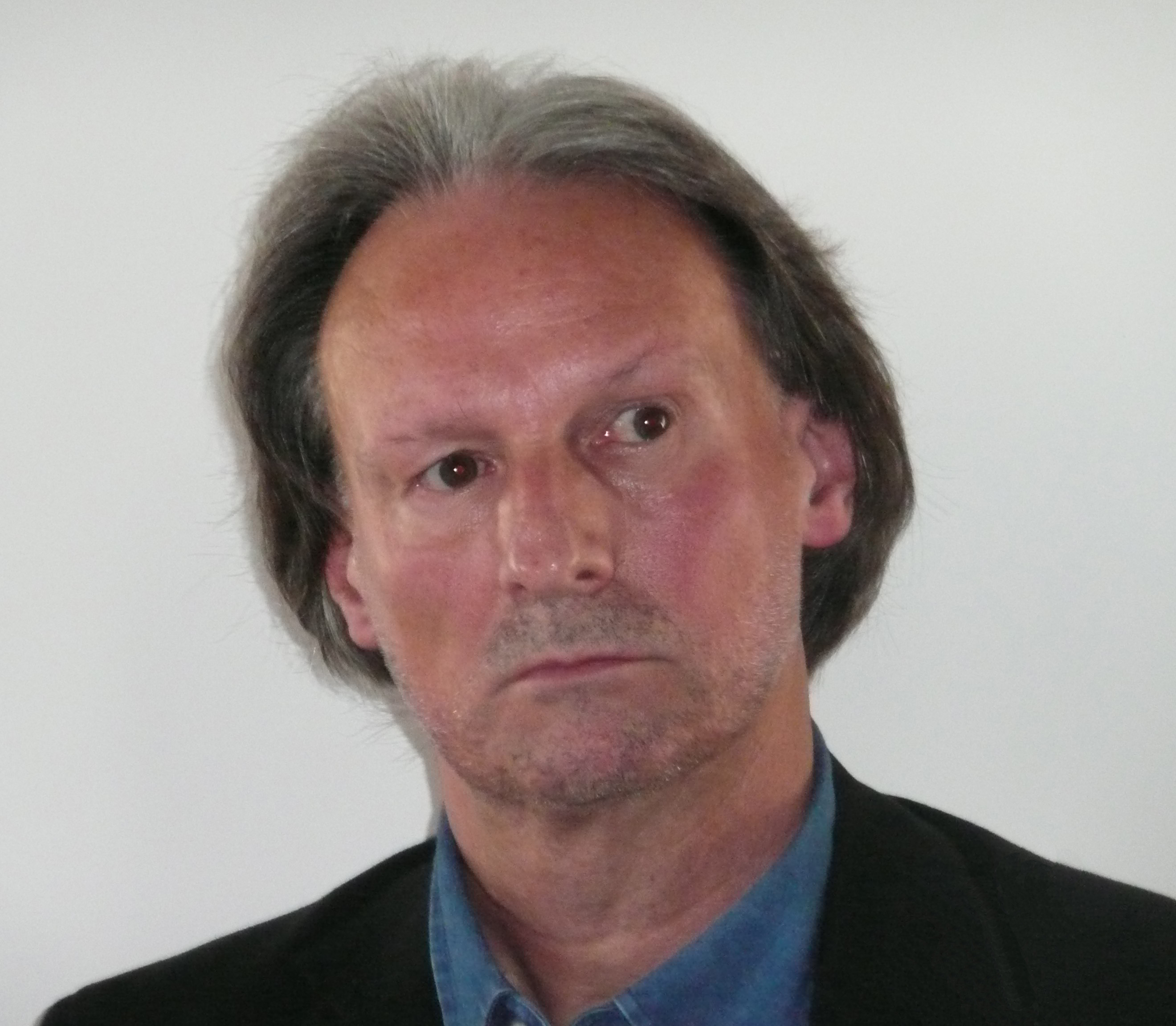
Jürg Amann († 2013)

- 2013: Jürg Amann, Schweizer Schriftsteller
- 2013: Alan Arnell, englischer Fußballspieler
- 2013: Sarah Kirsch, deutsche Lyrikerin
- 2014: Auwa Thiemann, deutscher Profiangler, Angelcoach und Moderator
- 2015: Hans Jansen, niederländischer Politiker und Islamwissenschaftler
- 2015: Juan Nova Ramírez, dominikanischer Sportreporter und Rundfunksprecher
- 2015: Brian Sedgemore, britischer Politiker
- 2016: Siné, französischer Zeichner und Satiriker
- 2016: Isao Tomita, japanischer Komponist
- 2017: Bernard Mitton, südafrikanischer Tennisspieler
- 2017: Dieter Thoma, deutscher Journalist
- 2018: Ludwig Harig, deutscher Schriftsteller
- 2018: Rosemarie Schuder, deutsche Schriftstellerin
- 2019: Ekkehard Eickhoff, deutscher Historiker und Diplomat

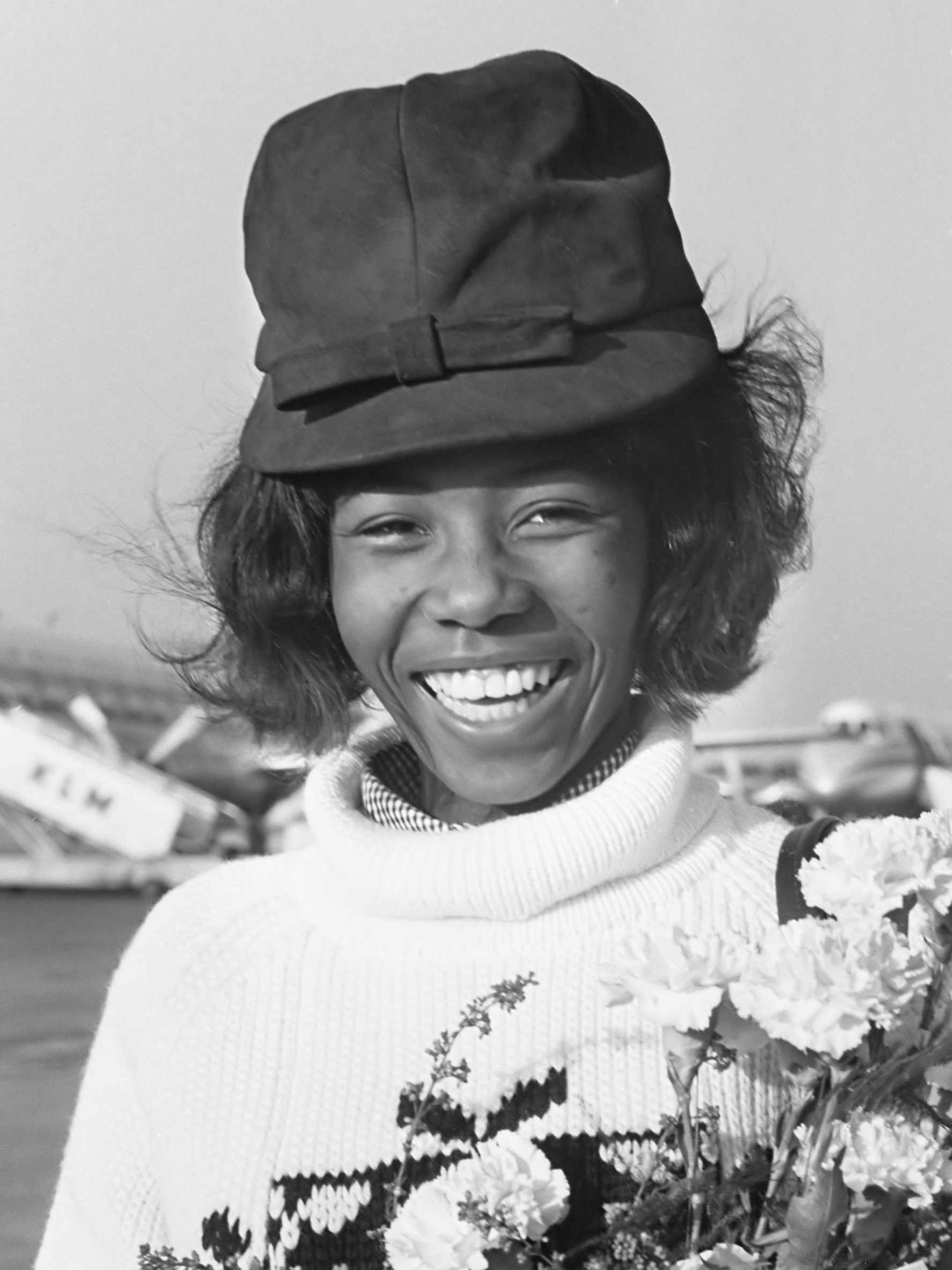
Millie Small († 2020)

- 2020: Millie Small, jamaikanische Musikerin
- 2021: Lucjan Kaszycki, polnischer Komponist, Musikpädagoge und Musikwissenschaftler
- 2021: Heorhij Prokopenko, sowjetischer Schwimmer
- 2022: Ronald Lopatny, jugoslawischer Wasserballspieler
- 2022: Gunnar Sandborg, norwegischer Ruderer
- 2023: George Fouché, südafrikanischer Automobilrennfahrer

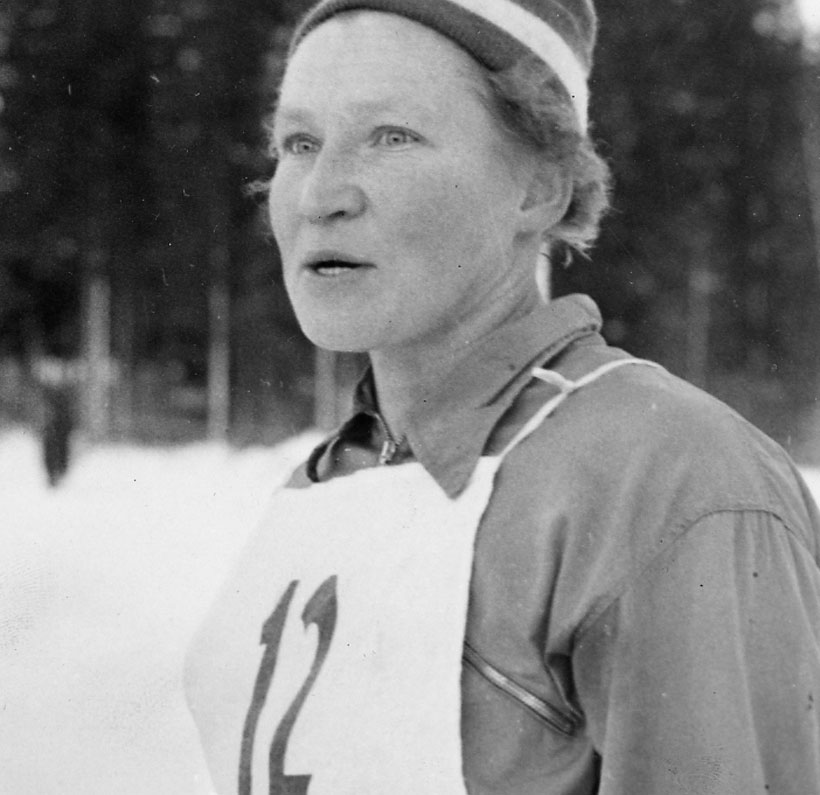
Siiri-Rantanen († 2023)

- 2023: Siiri Johanna Rantanen, finnische Skilangläuferin
- 2023: Peter Weis, deutscher Schauspieler
- 2024: Simona Postlerová, tschechische Schauspielerin
- 2024: Bernard Hill, britischer Schauspieler

## Feier- und Gedenktage
- Kirchliche Gedenktage
  - Hl. Angelus der Karmelit, Mönch (katholisch)
  - Hl. Godehard von Hildesheim, deutscher Abt und Bischof (evangelisch, katholisch)
  - Hl. Stanisław Kazimierczyk, polnischer Prediger, Pfarrer und Ordensgeistlicher (katholisch)
  - Friedrich III. (Sachsen), deutscher Kurfürst (evangelisch: LCMS, der deutsche Gedenktag ist am 6. Mai)
- Namenstage
  - Sigrid
  - Jutta von Sangerhausen
- Staatliche Feier- und Gedenktage
  - Niederlande: Bevrijdingsdag
  - Japan: Kodomo no Hi
  - Südkorea: Kindertag
  - Mexiko: El Cinco de Mayo
  - Österreich: Gedenktag gegen Gewalt und Rassismus im Gedenken an die Opfer des Nationalsozialismus
  - Thailand: Krönungstag (Jahrestag der Krönung von König Bhumibol Adulyadej 1950)
- Gedenktage internationaler Organisationen
  - Europatag: Europarat (1949) (seit 1964)

Weitere Einträge enthält die Liste von Gedenk- und Aktionstagen.